# Bernard Hinault
Vous lisez un « article de qualité » labellisé en 2016.
Pour les articles homonymes, voir Hinault et Blaireau (homonymie).

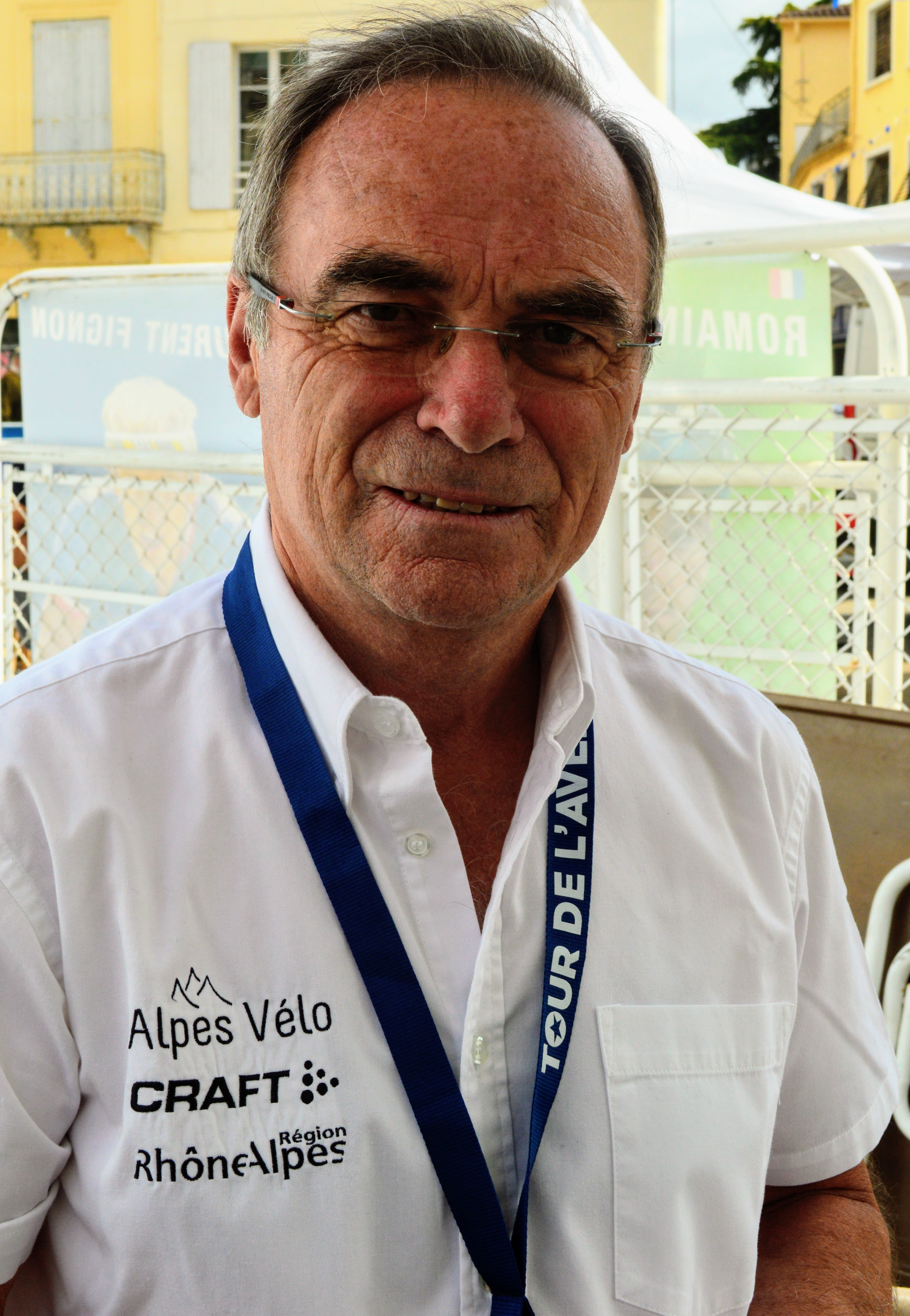
Bernard Hinault en août 2019.

Bernard Hinault [bɛʁnaʁ ino], surnommé Le Blaireau, né le 14 novembre 1954 à Yffiniac, au lieu-dit Le Fraîche (Côtes-d'Armor), est un coureur cycliste français, professionnel de 1975 à 1986. Surnommé le Blaireau, il a dominé le sport cycliste international entre 1978 et 1986, remportant 216 victoires dont 144 hors critériums.
Il est le troisième coureur à avoir remporté à cinq reprises le Tour de France (1978, 1979, 1981, 1982 et 1985), après Jacques Anquetil et Eddy Merckx. En huit participations, il y est vainqueur de vingt-huit étapes. Il a également remporté à trois reprises le Tour d'Italie et à deux reprises le Tour d'Espagne. Il compte également à son palmarès un titre de champion du monde sur route ainsi que cinq victoires sur des classiques dites Monuments, les plus importantes courses d'un jour.
Après trente-six victoires chez les amateurs, Hinault devient professionnel en 1975 dans l'équipe Gitane-Campagnolo, dirigée par Jean Stablinski. Ses débuts sont convaincants, mais Hinault souhaite quitter sa formation après une vive altercation avec son directeur sportif. Il décide finalement d'y rester avec la nomination de Cyrille Guimard à la tête de l'équipe. Une collaboration constructive s'installe entre les deux hommes, Hinault multipliant les victoires sur le territoire français en 1976, avant de s'imposer l'année suivante sur les classiques Gand-Wevelgem, Liège-Bastogne-Liège mais aussi sur le Critérium du Dauphiné libéré. En 1978, son équipe devient Renault-Gitane et Hinault teste ses capacités sur un grand tour en se rendant sur le Tour d'Espagne, où il s'impose. En juillet, il remporte le Tour de France dès sa première participation. L'année suivante, il confirme son emprise sur le cyclisme mondial, en remportant haut la main une deuxième fois le Tour de France avant de parachever sa saison par une victoire au Tour de Lombardie.
En 1980, après une extraordinaire victoire dans des conditions climatiques dantesques sur Liège-Bastogne-Liège, il gagne le Tour d'Italie pour la première fois. Il doit ensuite abandonner le Tour de France à cause d'un genou douloureux. En fin de saison il se pare du maillot arc-en-ciel en s'imposant lors des championnats du monde à Sallanches. En 1981, alors qu'il n'apprécie pas cette course, Hinault remporte Paris-Roubaix. Quelques mois plus tard, il remporte son troisième Tour de France. En 1982, il réalise pour la première fois le doublé Tour d'Italie-Tour de France. L'année suivante, blessé au genou lors de sa victoire au Tour d'Espagne, il doit renoncer à participer au Tour de France pour se faire opérer et voit la victoire sur l'épreuve de son jeune équipier Laurent Fignon. En conflit avec Guimard, il quitte l'équipe Renault et crée sa propre formation, La Vie claire, avec l'aide de l'homme d'affaires Bernard Tapie. En 1984, toujours convalescent, il ne parvient pas à battre Fignon sur le Tour de France. Mais la saison suivante marque le retour d'Hinault au plus haut niveau avec un second doublé Giro-Tour. Pour sa dernière saison professionnelle, il termine second du Tour de France 1986 derrière son coéquipier, l'Américain Greg LeMond.
Hinault est également connu du grand public pour son franc-parler, voire ses coups de gueule. Cependant il jouit d'une grande popularité, surtout après son retour de blessure en 1984. Après sa retraite sportive, Hinault exerce la profession d'éleveur bovin à Calorguen dans les Côtes-d'Armor pendant vingt ans. Mais il ne quitte pas le monde du cyclisme, s'occupant entre 1987 et 2016 des relations publiques et du protocole en particulier lors du Tour de France, pour le compte de la société organisatrice Amaury Sport Organisation. Il est également sélectionneur de l'équipe de France de 1988 à 1993, succédant à Jacques Anquetil.

## Biographie

### Jeunesse

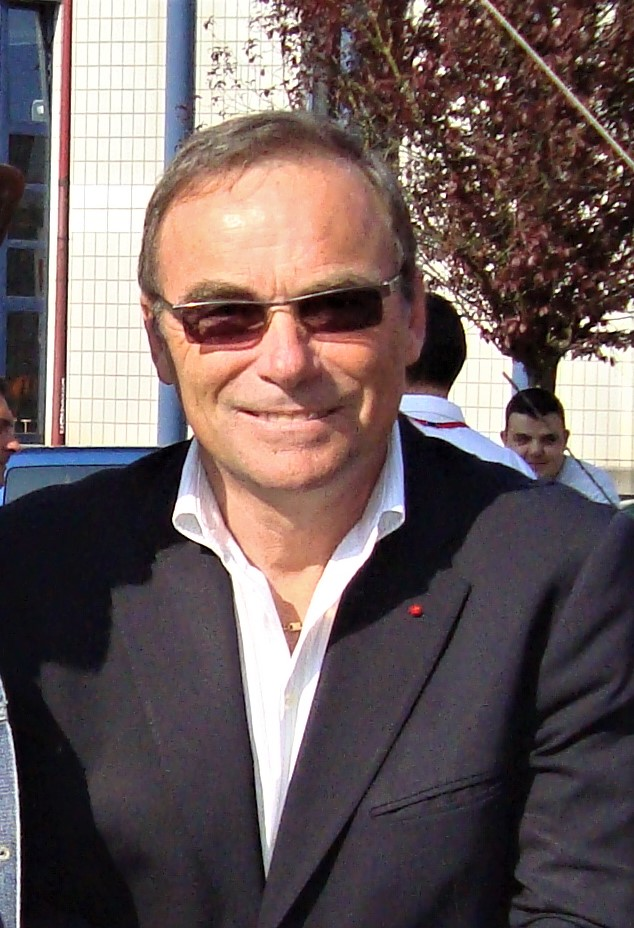
Bernard Hinault sur la Flèche wallonne en 2011.

Bernard Hinault naît le 14 novembre 1954 à Yffiniac au lieu-dit « Le Fraîche », dans les Côtes-du-Nord, plus précisément dans la maison de ses grands-parents, une longère de granit nommée « La Tenue » érigée contre le vent et la pluie. La résidence de la famille Hinault s’agrandit en ce jour d’automne. Dans la chambre de Jean et Jeanne, celle des grands-parents, Bernard Hinault pousse ses premiers cris,. Son père, Joseph, est poseur de rails pour la SNCF, sa mère, Lucie (née Guernion), est femme au foyer et travaille également à la ferme familiale. Il a un frère aîné, Gilbert, une sœur et un frère cadets, Josianne et Pierre. Avec son frère aîné, vite rejoint par sa petite sœur et son frère cadet, Bernard Hinault vit dans la longère du champ voisin, « La Clôture », qui n’est close que par son nom, tant la fratrie grandit avec ses cousins, qui habitent à deux pas. L'enfance de Bernard Hinault se déroule le nez au vent frais de la campagne briochine, toujours dehors et uni à sa fratrie et ses cousins, jouant avec les cochons, les lapins, les chevaux, les poules, et galopant à travers les champs, dévorant les hectares pour rejoindre la rivière en contrebas. Bernard Hinault effectue quatre fois par jour, à pied ou à vélo, les 2,5 kilomètres qui séparent la ferme du bourg, afin de se rendre à l'école Saint-Aubin tenue par les Sœurs Blanches du Saint-Esprit. Peu intéressé par les études, il obtient son certificat d'études primaires à 14 ans et souhaite devenir ébéniste. Mais ses parents, avisés que les débouchés dans le bois sont limités, obligent Bernard à préparer un CAP d'ajusteur au collège d'enseignement technique du Sacré-Cœur à Saint-Brieuc, qu'il va obtenir quatre ans plus tard.
À l'âge de huit ans, il roule pour la première fois sur une bicyclette rouge appartenant à son frère Gilbert. Puis avec le vélo qui lui est offert pour son certificat d'études, il parcourt une vingtaine de kilomètres par jour quotidiennement afin de se rendre au collège. Dans la côte de Langueux, longue de 3 kilomètres, il tente de rester collé au sillage des camions. Il pratique également l'athlétisme dans le milieu scolaire où il estime « avoir appris à domestiquer son souffle. », grâce à cela et avoir pris goût à la performance en montant la côte de Langueux. Il accompagne régulièrement son cousin René aux compétitions cyclistes que ce dernier dispute. C'est en le voyant gagner qu'il décide de prendre une licence au patronage catholique du Club olympique briochin deux jours plus tard, le 26 avril 1971, « conquis par l'acharnement à conquérir la victoire, par ces jeunes coureurs qui donnent le meilleur d'eux-mêmes jusqu'à l'épuisement pour triompher. ».

### Carrière amateur
Bernard Hinault est entraîné au COB par Robert Leroux, réputé pour sa rigueur. Afin de participer à sa première course chez les cadets, le 2 mai 1971 à Planguenoual, il rachète le vélo de marque Gitane de son frère Gilbert, grâce à l'argent qu'il gagne le week-end en travaillant à la station-service située à Saint-René d'Hillion. Bernard Hinault s'échappe du peloton dans le quatrième tour de la course qui en comprend dix. Son avance ne cesse de grandir ce qui oblige le favori Jean-Yves Ollivier à sortir à son tour pour revenir sur Hinault. La victoire entre les deux se joue au sprint dans un faux-plat montant qu'Hinault remporte en force. Comme promis à sa mère, il lui rapporte le bouquet de fleurs du vainqueur et le lendemain le journal Ouest-France lui consacre un quart de page. En 1971, sur vingt courses disputées durant cette saison, il en gagne douze dont celle courue à Yffiniac. Afin de faire progresser Hinault, Robert Leroux lui prodigue de précieux conseils sur les entraînements, la récupération, l'alimentation, le choix du matériel et la tactique de course. En 1972, chez les juniors, Hinault fait l'acquisition d'un vélo blanc à damiers de la marque Peugeot. En remportant le championnat de Bretagne sur route juniors, il se pare du maillot régional orné de la bannière d'Hermine. Puis il participe en mai à Arras à la finale du Premier pas Dunlop, ancêtre du championnat de France juniors, sur un parcours de 115 kilomètres. Il sort du peloton dans la côte de Pas-en-Artois à 60 kilomètres de l'arrivée, n'est jamais repris et remporte la course avec vingt-six secondes d'avance. Le lendemain, le nom de Bernard Hinault figure dans le journal La Voix du Nord, dans un article écrit par un ancien coureur professionnel et futur directeur du Tour de France, Jean-Marie Leblanc. En fin de saison, il gagne l'Élan breton, une course contre-la-montre de 60 km, à une vitesse moyenne de 41,7 km/h.
En 1973, Hinault effectue à 18 ans son service militaire dans le 21e RIMa à Sissonne dans l'Aisne. À son retour au mois de décembre, il est manutentionnaire chez un chauffagiste et reprend le cyclisme au COB. En mai 1974, il décide de se consacrer totalement au cyclisme et quitte son emploi. Il s'initie à la piste et remporte les championnats de Bretagne de poursuite et du kilomètre. Il est alors sélectionné pour les championnats de France amateurs et devient champion de France du kilomètre, en utilisant en finale des roues prêtées par Daniel Morelon, multiple champion de France, du monde et olympique qui constate qu'Hinault ne dispose pas du meilleur matériel. Quelques semaines plus tard, Hinault est cette fois rapidement éliminé lors du tournoi des championnats du monde à Montréal,. Sur route, il intègre l'équipe de Bretagne afin de disputer la Route de France à Vichy, épreuve organisée par Jean Leulliot, également propriétaire de Paris-Nice. Hinault escalade pour la première fois des cols, et dans la première étape en comprenant quatre à franchir, il s'échappe seul à 80 kilomètres de l'arrivée et parvient à l'emporter avec une seconde d'avance sur le peloton. Sur le podium, il est félicité par une personne invitée à suivre la course, Louison Bobet, triple vainqueur du Tour de France. Hinault termine l'épreuve deuxième au classement général à quelques secondes de Michel Laurent. En fin de saison, il remporte la première étape du Tour de Tarragone, puis à l'Étoile des Espoirs avec l'équipe de France, il finit cinquième au classement général, après avoir pris la deuxième place du contre-la-montre individuel derrière le Néerlandais Roy Schuiten, champion du monde de poursuite.

### Débuts professionnels étincelants (1975-1977)

#### Première saison prometteuse (1975)

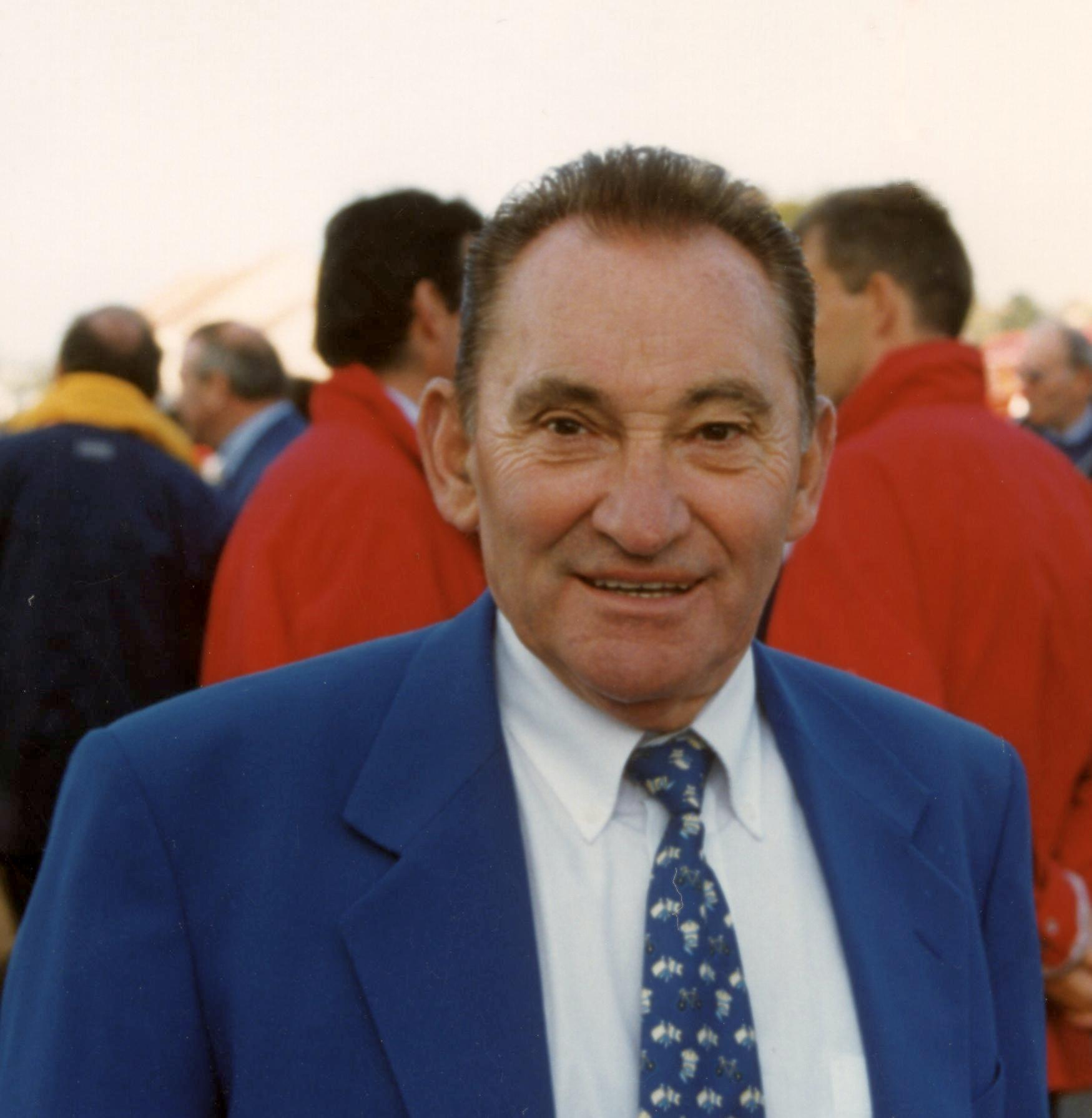
Jean Stablinski, directeur sportif de Bernard Hinault en 1975.

Bernard Hinault devient coureur professionnel le 1er janvier 1975 dans l'équipe Gitane-Campagnolo pour un salaire mensuel de 2 500 francs. Ce contrat est signé grâce à l'entremise de Paul Tertre, dépositaire de la marque de cycle Juaneda, utilisée par Hinault. Il est dirigé par Jean Stablinski et compte notamment parmi ses coéquipiers le Belge Lucien Van Impe et Maurice Le Guilloux. C'est ce dernier et Georges Talbourdet qui lui donnent à cette époque le surnom de « Blaireau » en parlant de lui au journaliste de L'Équipe Pierre Chany.
Après avoir participé à l'Étoile de Bessèges où il termine deuxième de l'étape arrivant à Ganges, puis prenant part à quelques courses en Belgique, Hinault dispute sa première grande course internationale sur Paris-Nice, avec la présence du Belge Eddy Merckx, du Néerlandais Joop Zoetemelk et de Raymond Poulidor. Peu impressionné par le champion belge, Hinault déclare : « Merckx, il est comme moi, il a deux bras et deux jambes. ». Dès la première étape, le leader de son équipe Alain Santy est contraint à l'abandon à cause d'une chute. Cela permet à Hinault de jouer sa carte personnelle et de se mêler à la bagarre pour le classement général de l'épreuve, qu'il termine à la septième place et premier Français, à quatre minutes du vainqueur Zoetemelk. Il découvre ensuite Milan-San Remo qu'il termine à la cinquante-quatrième place, puis en avril, Hinault acquiert sa première victoire en tant que coureur professionnel en remportant le Circuit de la Sarthe. En juin, Hinault participe au Critérium du Dauphiné libéré et découvre la haute montagne, ce qui ne l'empêche pas de travailler dans les cols pour Lucien Van Impe, afin que ce dernier remporte le Grand Prix de la montagne. Lorsque Jean Stablinski lui annonce son intention de le faire participer au Grand Prix du Midi libre, au Tour de l'Aude et aux premières étapes du Tour de France, « pour foutre le bordel. », Hinault s'emporte contre son directeur sportif car il ne respecte pas sa parole de le laisser au repos après le Critérium du Dauphiné libéré. Hinault rentre en Bretagne dès la fin de l'épreuve afin d'assister à la naissance de son premier fils et cherche une autre équipe pour la saison prochaine. En août, il remporte le championnat de France de poursuite. En fin d'année, il est récompensé du trophée de la Promotion Pernod, récompensant le meilleur coureur français de moins de 25 ans et termine quatrième du Trophée Prestige, qui concerne l'ensemble des coureurs français.

#### Hinault se fait un nom dans le peloton (1976)
En 1976, Cyrille Guimard devient le nouveau directeur sportif de l'équipe Gitane, en remplacement de Jean Stablinski, licencié. Il vient de terminer sa carrière de coureur et commence celle de directeur sportif. Hinault, qui a côtoyé Guimard en course depuis plusieurs années et qui l'apprécie, décide alors de rester chez Gitane. Guimard établit un programme sur plusieurs années et souhaite ne pas lui faire brûler les étapes, privilégiant les courses françaises en 1976. Commençant la saison en ayant pris douze kilogrammes durant l'hiver, Hinault se classe douzième de Paris-Nice, remporté par Michel Laurent. En avril, il s'impose à nouveau sur le Circuit de la Sarthe, remporte la semi-classique Paris-Camembert, puis le Tour d'Indre-et-Loire, en battant cette fois Roy Schuiten lors du contre-la-montre individuel. Il conserve ensuite à Vincennes le titre de champion de France de poursuite.
En juin, il est troisième du Grand Prix du Midi libre, puis au Tour de l'Aude, après avoir gagné la première étape à Bram, il remporte le classement général devant Hubert Mathis et Patrick Béon,. En juillet, son équipe remporte le Tour de France avec le Belge Lucien Van Impe, alors qu'Hinault n'y participe pas. Hinault s'impose au Tour du Limousin, ce qui a pour conséquence pour le coureur d'être sélectionné pour la première fois en équipe de France afin de participer aux championnats du monde qui se déroulent à Ostuni en Italie. Il termine la course à une encourageante sixième place, mais il se plaint auprès du sélectionneur Richard Marillier du manque d'aide de ses coéquipiers, qui refusent de l'aider durant la course à combler un écart sur l'Italien Francesco Moser et le futur vainqueur, le Belge Freddy Maertens. Marillier lui donne alors rendez-vous pour les championnats du monde 1980 se déroulant en France, lui promettant « une équipe de guerriers » à ses côtés. En fin de saison, Hinault est récompensé du trophée Prestige Pernod, destiné au meilleur coureur français de l'année.

#### Premières victoires de prestige (1977)

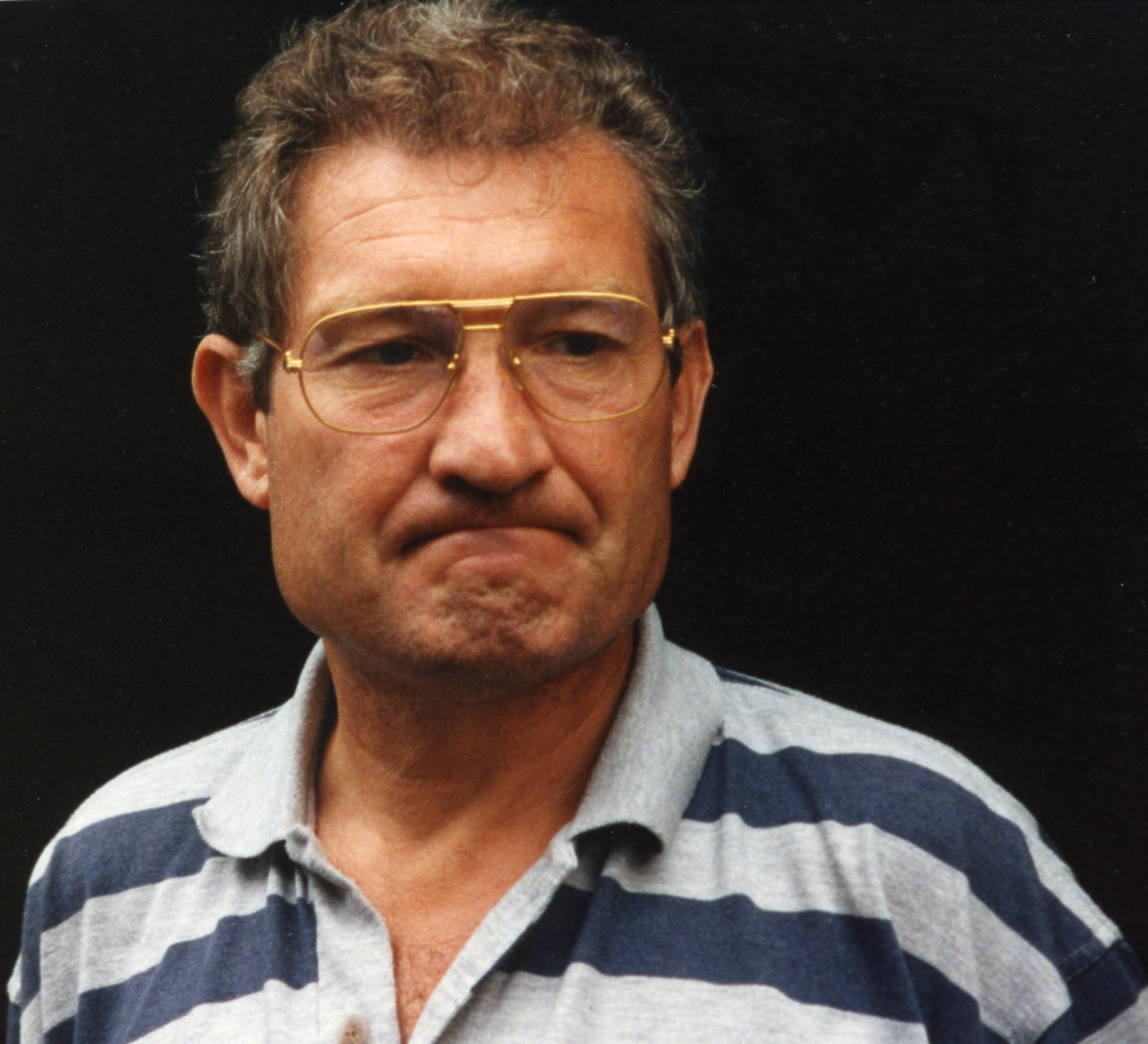
Cyrille Guimard, directeur sportif de Bernard Hinault de 1976 à 1983.

En 1977, Hinault commence la saison par une cinquième place au classement général final de Paris-Nice, terminant à une minute et quarante-deux secondes du vainqueur, le Belge Freddy Maertens. En avril, il provoque la colère de Cyrille Guimard et de l'équipe Gitane en abandonnant aussitôt le départ donné du Tour des Flandres, disputé dans des conditions climatiques difficiles. Conscient qu'il lui faut se racheter, il se rend sur Gand-Wevelgem et fait partie de la bonne échappée composée de dix-huit coureurs. À 30 kilomètres de l'arrivée, il s'isole dans une bosse et franchit la ligne d'arrivée en vainqueur avec plus d'une minute d'avance sur le deuxième, l'Italien Vittorio Algeri. Cinq jours plus tard, Hinault participe à la classique ardennaise Liège-Bastogne-Liège et se trouve dans le final de la course dans un groupe de coureurs comprenant les principaux favoris, à savoir les Belges Eddy Merckx, Roger De Vlaeminck et Freddy Maertens. À 10 kilomètres de l'arrivée, il est le seul à réagir à l'offensive du Belge André Dierickx dans la côte des Forges et les deux coureurs se relaient parfaitement, ne permettant pas le retour des poursuivants. Hinault s'impose au sprint devant Dierickx, devenant le quatrième Français à remporter ce monument du cyclisme, après André Trousselier (1908), Camille Danguillaume (1950) et Jacques Anquetil (1966).
En mai, Hinault prend le départ du Critérium du Dauphiné libéré afin de se tester en haute montagne en tant que leader de l'équipe et se mesurer à un plateau de coureurs relevé, avec la présence d'Eddy Merckx, Lucien Van Impe, Sean Kelly, Joop Zoetemelk, Joaquim Agostinho, Raymond Poulidor, Jean-Pierre Danguillaume et Bernard Thévenet. Lors du prologue à Avignon, Hinault prend la deuxième place derrière le Belge Jean-Luc Vandenbroucke, puis il s'impose le lendemain dans l'étape entre Orange et Saint-Étienne, en battant au sprint Merckx, ce qui lui permet d'endosser la tunique de leader de la compétition. Lors de la première étape de montagne entre Romans-sur-Isère et Grenoble longue de 214 kilomètres, Thévenet attaque dans le col du Coq, seul Hinault peut le suivre. Après une descente compliquée dont une partie n'est pas goudronnée, les deux coureurs se présentent au pied du col de Porte où Hinault place une accélération que ne peut suivre Thévenet. Au col, Hinault creuse un écart de deux minutes et vingt secondes sur son poursuivant et entame la descente du col. Dans celle-ci, il prend un virage trop à la corde, termine sa course dans un ravin, mais s'en sort miraculeusement sans trop de blessures, grâce à un arbuste qui stoppe sa chute. Il remonte sur la route aidé par son mécanicien et Guimard, puis reprend son vélo, alors qu'il est groggy et blessé sur tout son côté droit. Hinault se présente au pied de la Bastille, dernière difficulté de la journée avec des pentes à 18 %. Après quelques mètres de montée, il met pied à terre, ne s'étant pas totalement remis de sa chute. Mais il finit par repartir, effectue l'ascension de la Bastille et franchit la ligne d'arrivée en vainqueur. Le lendemain, il souffre du dos et subit les offensives de Thévenet et Van Impe dans les cols des Aravis et de la Forclaz et se fait décrocher. Mais dans la descente menant vers l'arrivée à Annecy, il reçoit l'aide précieuse de Merckx, ce qui lui permet de conserver le maillot de leader pour dix-sept secondes sur Thévenet. L'épreuve se conclut par un contre-la-montre individuel de 36,5 kilomètres à Thonon-les-Bains, Thévenet l'emporte mais Hinault termine deuxième, conserve neuf secondes d'avance sur son adversaire et s'adjuge le classement général. Il prouve au peloton sa capacité à être un coureur complet, passant très bien la haute montagne et malgré les multiples sollicitations, Guimard reste sur sa position, estimant qu'il est trop tôt pour Hinault de participer au Tour de France, qui est remporté par Thévenet.
Au Tour du Limousin, Hinault remporte en solitaire la première étape arrivant à Tulle, créant des écarts importants sur ses adversaires. Il gère son avance dans les étapes suivantes et s'impose au classement général final devant Jacques Bossis et Pierre-Raymond Villemiane. En fin de saison, Hinault est sélectionné pour les championnats du monde organisés à San Cristóbal au Venezuela. Il termine la course à la huitième place, l'Italien Francesco Moser remportant le maillot arc-en-ciel. Mais à l'issue de la course, au micro du journaliste Jean-Paul Brouchon, Eddy Merckx déclare : « Bernard Hinault va devenir le meilleur coureur du monde. ». Pour terminer la saison, Hinault gagne le Grand Prix des Nations sur un parcours de 90 kilomètres devant Joop Zoetemelk, qui termine à plus de trois minutes.

### Début de l'ère Hinault (1978)

#### Victoire au Tour d'Espagne
En 1978, le fabricant automobile Renault achète le fabricant de cycles Gitane. L'équipe cycliste prend alors le nom de Renault-Gitane-Campagnolo. Les objectifs de Hinault pour cette saison sont le Tour de France et les championnats du monde au Nürburgring en Allemagne de l'Ouest. Il commence la saison avec une deuxième place dans Paris-Nice, à dix-neuf secondes du Néerlandais Gerrie Knetemann. Puis il remporte le Critérium national en remontant plus de deux minutes de retard sur Raymond Martin lors de la dernière étape, un contre-la-montre individuel de 22,6 kilomètres. Après avoir terminé onzième du Tour des Flandres, remporté par le Belge Walter Godefroot, Hinault se présente sur Paris-Roubaix. Il critique le parcours lors d'une reconnaissance effectuée sous la pluie et le vent, chute durant la course et termine à la treizième place, loin du vainqueur, l'Italien Francesco Moser.
Fin avril, Hinault découvre son premier grand tour en participant au Tour d'Espagne. Concernant l'épreuve ibérique, il déclare : « La Vuelta sera certes un bon apprentissage pour le Tour parce qu'elle n'est pas trop dure. ». Hinault remporte le prologue de 8,6 kilomètres à Gijón, s'empare du maillot amarillo de leader, qu'il ne souhaite pas défendre trop vite et le cède au Belge Ferdi Van Den Haute lors de la troisième étape. Hinault s'impose à la Tossa de Montbui à l'issue de la douzième étape au parcours montagneux, bien aidé par son équipier Jean-René Bernaudeau et reprend le maillot de leader. Une coalition des coureurs espagnols contre lui ne l'empêche pas de remporter deux autres étapes à Logroño et Amurrio. La dernière étape, un contre-la-montre, est annulée à cause d'une manifestation. Hinault remporte ainsi cette Vuelta avec trois minutes d'avance sur l'Espagnol José Pesarrodona, Bernaudeau complète le podium. Le Breton sort de l'épreuve satisfait de sa performance, en particulier de sa capacité à récupérer des efforts successifs fournis durant trois semaines. Après avoir pris part en juin au Tour de Suisse, afin de peaufiner sa préparation pour le Tour de France, Hinault remporte les championnats de France à Sarrebourg, en effectuant seul les 55 derniers kilomètres.

#### Première victoire au Tour de France
Hinault, porteur du maillot tricolore, participe à son premier Tour de France avec l'intention de le gagner. Le quintuple vainqueur de l'épreuve, le Belge Eddy Merckx vient de prendre sa retraite sportive, Luis Ocaña et Raymond Poulidor en ont fait autant l'automne précédent. Avec Hinault, c'est une gerbe de favoris qui se présente au départ à Leyde aux Pays-Bas, à savoir Bernard Thévenet, vainqueur sortant, les Belges Lucien Van Impe et Michel Pollentier, récent vainqueur du Critérium du Dauphiné libéré, mais aussi les Néerlandais Hennie Kuiper et Joop Zoetemelk.

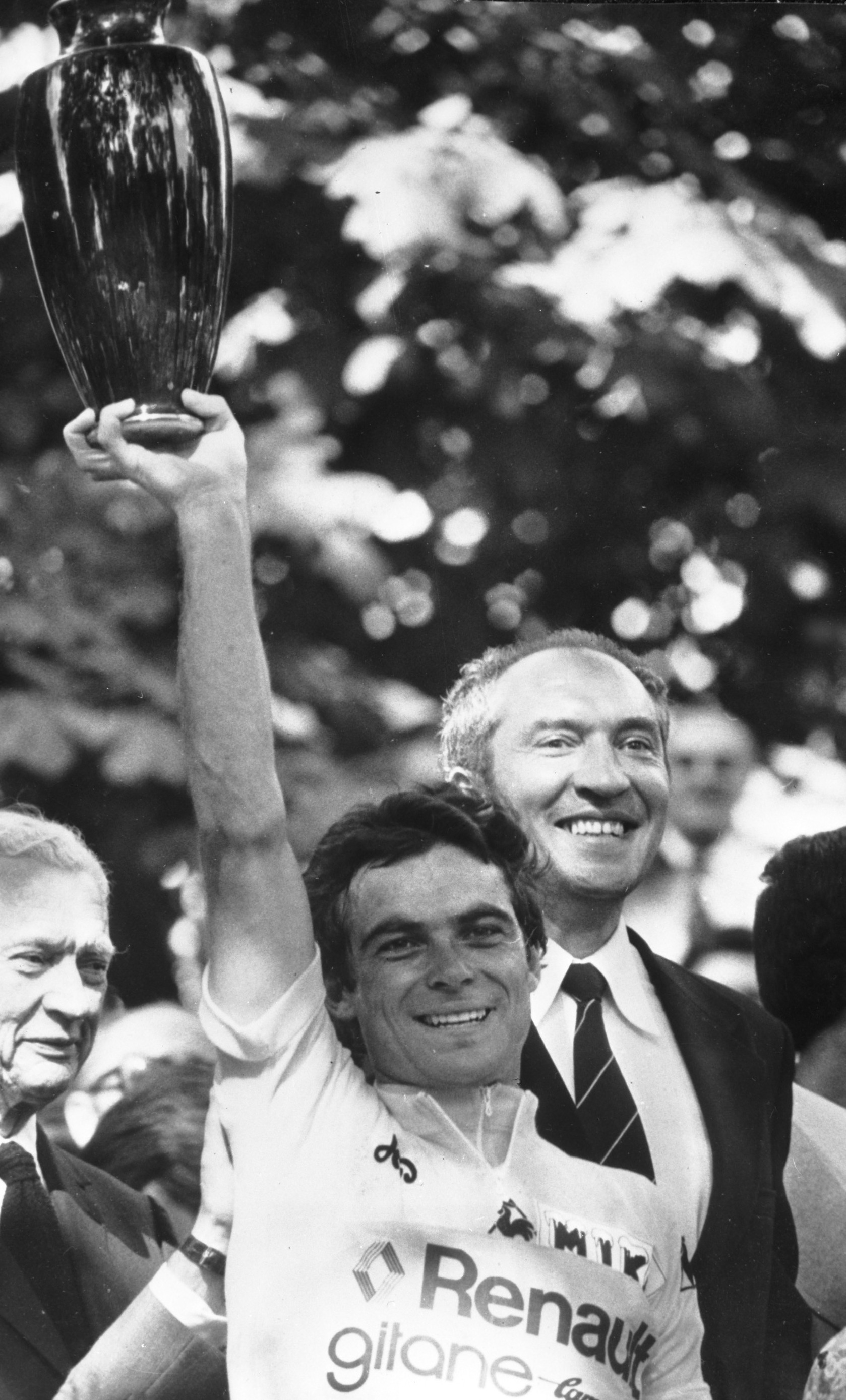
Bernard Hinault sur le podium au terme du Tour de France 1978.

Le prologue est remporté par Jan Raas, Hinault termine neuvième et tous les favoris se tiennent en quelques secondes. Hinault déclare : « Il ne se passera rien d'essentiel avant la première épreuve contre-la-montre. La course se jouera ensuite dans la montagne. ». Ainsi après la prise du maillot jaune par leur coéquipier Jacques Bossis lors de la troisième étape, Hinault et les membres de l'équipe Renault décident de préserver leurs forces. Lors du contre-la-montre par équipes disputé entre Évreux et Caen sur une distance de 153 kilomètres, ils prennent la quatrième place à cinq minutes de l'équipe TI-Raleigh. Seule ombre au tableau pour le Breton, les performances du Belge Joseph Bruyère de l'équipe C&A. Réputé bon grimpeur, il a plus de quatre minutes d'avance sur Hinault au classement général, à la suite d'un excellent contre-la-montre par équipes et d'une échappée réussie lors de la sixième étape menant à Poitiers, obligeant l'équipe Renault à s'employer. Lors de la huitième étape, un contre-la-montre individuel de 59,3 km disputé entre Saint-Émilion et Sainte-Foy-la-Grande, Hinault remporte son premier objectif important de ce Tour. Sa reconnaissance du parcours avec Cyrille Guimard lui a permis de ne pas s'épuiser dans les premiers kilomètres et de fournir un effort maximal dans le final. Il creuse des écarts sur ses adversaires, en particulier sur Kuiper, Thévenet et Van Impe, désormais hors-jeux pour la victoire finale. Durant la première étape pyrénéenne entre Biarritz et Pau avec l'ascension pour la première fois du col de Marie-Blanque, le Néerlandais Henk Lubberding s'impose devant les favoris qui se neutralisent, seul manque Thévenet qui est à la dérive durant cette étape. Le lendemain, les cols du Tourmalet et d'Aspin sont au programme avant l'ascension finale du Pla d'Adet. Mariano Martinez s'impose devant Hinault qui résiste aux attaques de Michel Pollentier et Joop Zoetemelk et reprend même du temps au maillot jaune Joseph Bruyère, n'ayant plus qu'une minute de retard au classement général. Lors de la douzième étape, Hinault est poussé par le Néerlandais Gerben Karstens afin d'être le porte-parole des coureurs en grève, qui sont mécontents des horaires de course et du manque de récupération. Ils parcourent la demi-étape au ralenti et franchissent la ligne d'arrivée à pied avec deux heures de retard à Valence-d'Agen, sous les sifflets du public. Dans la presse, certains journalistes s'offusquent et présentent Bernard Hinault comme le meneur de cette grève, ce qui agace fortement le Breton. La quatorzième étape comprend un contre-la-montre individuel de 52,5 kilomètres se concluant par la montée difficile du Puy-de-Dôme. Hinault n'est pas dans un bon jour mais donne le maximum. À peine la ligne d'arrivée coupée, il descend du vélo et monte dans une ambulance pour être placé sous oxygène. Il termine l'étape à la quatrième place, concède une minute et quarante secondes sur le vainqueur Zoetemelk, mais perd aussi du temps sur Pollentier et le maillot jaune Bruyère, ce qui a pour effet de le repousser à la troisième place du classement général à une minute et cinquante secondes du leader. Le lendemain, Hinault retrouve ses jambes, s'impose à Saint-Étienne en dominant les spécialistes du sprint Freddy Maertens et Sean Kelly, après les avoir usés en durcissant la course près de l'arrivée dans le col de la Croix de Chaubouret. Lors de la première étape dans les Alpes, Pollentier prend éphémèrement le maillot jaune en s'imposant en solitaire au sommet de l'Alpe d'Huez devant Kuiper, Hinault et Zoetemelk, Bruyère ayant complètement craqué. Mais il est ensuite exclu du Tour pour avoir tenté de frauder au contrôle antidopage, en utilisant une poire remplie d'une urine propre. Zoetemelk récupère le maillot jaune et Hinault pointe à quatorze secondes. Les deux protagonistes se neutralisent dans la difficile étape de montagne entre Grenoble et Morzine remportée par Christian Seznec et préfèrent se disputer la victoire finale lors de la vingtième étape, un contre-la-montre individuel de 72 kilomètres entre Metz et Nancy. Hinault s'impose en puissance avec une moyenne de 43,424 km/h et relègue Zoetemelk à quatre minutes et dix secondes. L'arrivée finale s'effectue sur les pavés des Champs-Élysées, Hinault s'impose au classement général devant Zoetemelk à trois minutes cinquante-six secondes et le Portugais Joaquim Agostinho à plus de sept minutes. À 23 ans, Hinault remporte son premier Tour de France dès sa première participation, comme Fausto Coppi, Hugo Koblet, Jacques Anquetil et Eddy Merckx.
En août, lors des championnats du monde, Hinault tente à plusieurs reprises de sortir du peloton, mais se trouve à chaque fois suivi par des coureurs qui ne souhaitent pas collaborer avec lui. Finalement, le Néerlandais Gerrie Knetemann glane le maillot arc-en-ciel, Hinault terminant l'épreuve à la cinquième place. Malgré un succès au Grand Prix des Nations à Cannes, il s'incline pour le trophée Super Prestige Pernod, récompensant le meilleur coureur de la saison, au profit de l'Italien Francesco Moser, vainqueur du Tour de Lombardie. Hinault est élu « champion des champions français » par le quotidien sportif L'Équipe.

### Confirmation de sa domination (1979)

#### Critérium du Dauphiné libéré remporté haut la main
En 1979, Bernard Hinault décide avec Cyrille Guimard de ne pas participer au Giro et à la Vuelta, mais axe sa préparation pour le Tour de France en participant au Critérium du Dauphiné libéré. En début de saison, il se classe sixième de Paris-Nice remporté par le Néerlandais Joop Zoetemelk, mais le Breton enlève le grand prix de la montagne et donne rendez-vous au Batave pour une revanche plus tard dans la saison. Hinault termine ensuite septième de Milan-San Remo où le Belge Roger De Vlaeminck s'impose au sprint. Au Critérium national, il gagne sa première victoire de la saison, une étape contre-la-montre et termine l'épreuve deuxième du classement général derrière Zoetemelk. Huitième de la course flamande Gand-Wevelgem, il n'est pas capable de suivre les meilleurs lors de Paris-Roubaix remporté par l'Italien Francesco Moser. Deux jours après cette course, il fait taire ses détracteurs en gagnant la Flèche wallonne, dominant au sprint l'Italien Giuseppe Saronni et le Suédois Bernt Johansson. Pour la conclusion des classiques printanières, Hinault participe à Liège-Bastogne-Liège, se classe deuxième derrière l'Allemand de l'Ouest Dietrich Thurau, parti à 50 kilomètres de l'arrivée et résistant aux nombreux efforts du Breton afin de revenir sur lui.
En mai, lors du Critérium du Dauphiné libéré, un duel Hinault-Zoetemelk semble se dessiner pour la victoire finale, après le prologue remporté par le Néerlandais devant le Français à Mâcon. Lors de la troisième étape entre Tournon et Avignon, Hinault s'impose dans la « cité des papes » et endosse le maillot de leader grâce aux vingt secondes de bonification remportées au sommet du Mont Ventoux. Puis il fait plier ses adversaires en l'emportant en solitaire au sommet de la Bastille à Grenoble et consolide sa place de leader. Dans l'étape de montagne menant à Chambéry, longue de 198 kilomètres avec les ascensions des cols de Chamrousse, de Barioz, du Granier et du Revard, le Français effectue une démonstration dans le brouillard et la pluie battante, ne laissant à personne le soin d'animer la course. Seul le Néerlandais Henk Lubberding parvient à le suivre mais ne peut lui contester la victoire à l'arrivée, tandis que derrière eux les écarts sont immenses. Le lendemain, Hinault parachève son récital en remportant le contre-la-montre individuel à Annecy et s'impose au classement général de l'épreuve avec plus de dix minutes d'avance sur le deuxième, Lubberding. Avant le Tour de France, il aide son équipier luxembourgeois Lucien Didier à gagner le Tour de Luxembourg, puis participe aux championnats de France à Plumelec, où un autre coureur de Renault-Gitane, Roland Berland, obtient son second titre national.

#### Deuxième victoire au Tour de France
Hinault aborde le Tour 1979 avec le rôle de favori et l'assume totalement en se montrant sûr de lui lors d'une déclaration à la presse : « Je vais gagner, c'est tout. Je me dis que je suis le plus fort. J'agis et je parle en conséquence. ». Ses adversaires sont les habituels Joop Zoetemelk, récent vainqueur de la Vuelta, Joaquim Agostinho, Hennie Kuiper, Michel Pollentier et Lucien Van Impe, mais aussi des coureurs performants cette saison comme Henk Lubberding, Bernt Johansson et Michel Laurent. Le parcours est atypique avec deux contre-la-montre par équipes et le passage des Pyrénées dès la deuxième étape.

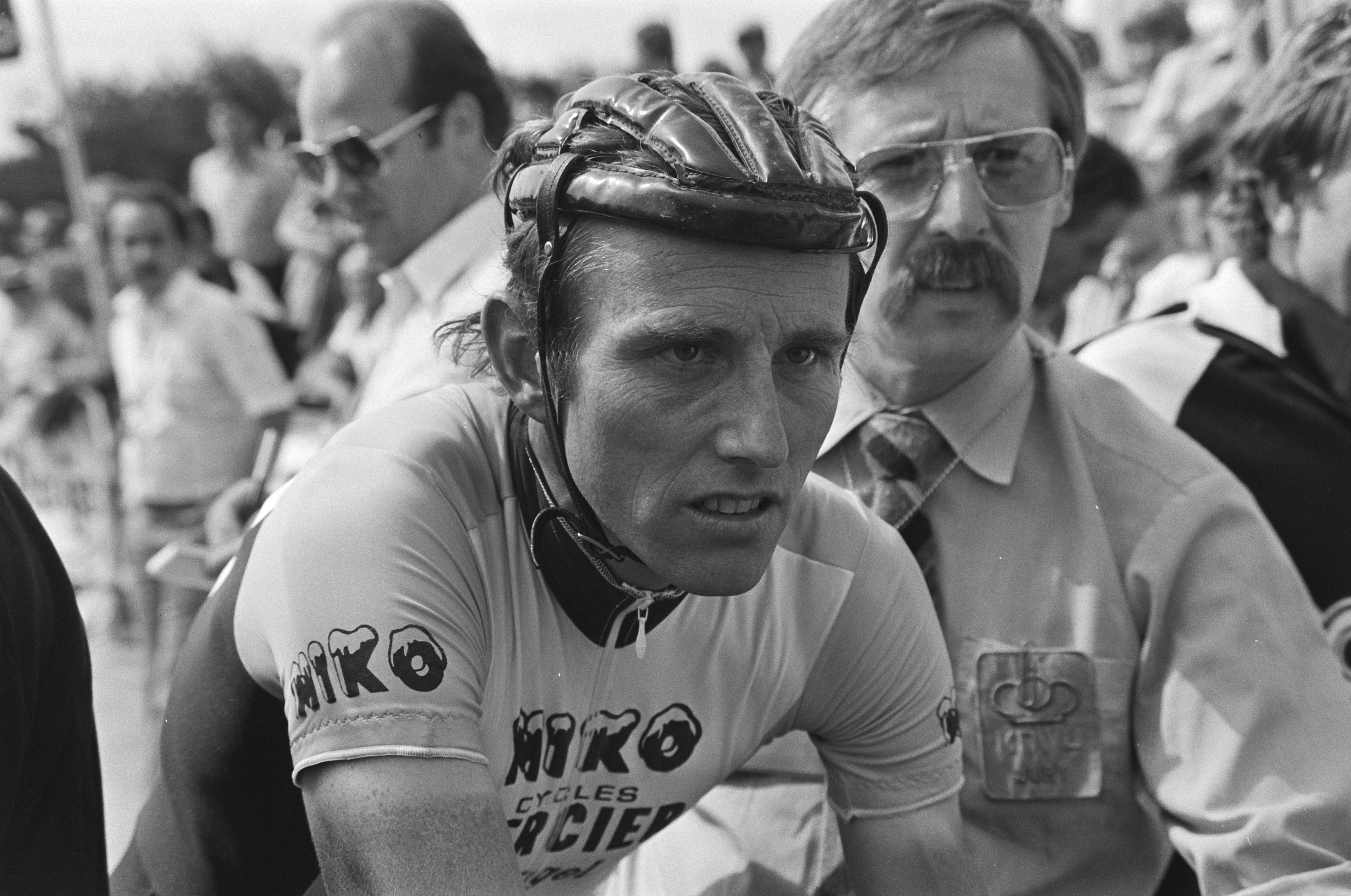
Joop Zoetemelk principal adversaire de Bernard Hinault lors du Tour de France 1979.

Lors du prologue inaugural à Fleurance dans le Gers, Hinault prend la quatrième place à quatre secondes du vainqueur, le Néerlandais Gerrie Knetemann. Le peloton fait ensuite son entrée dans les Pyrénées avec les ascensions des cols de Mente et du Portillon, où Hinault voit son équipier Jean-René Bernaudeau s'emparer du maillot jaune à Luchon. Le lendemain, lors d'un contre-la-montre individuel de 23,9 kilomètres en côte entre Luchon et Superbagnères, Hinault s'impose avec onze secondes d'avance sur Agostinho, cinquante-trois sur Zoetemelk et prend le pouvoir au classement général. Il continue d'impressionner ses adversaires qui ne parviennent pas à l'attaquer dans les cols d'Aspin et du Tourmalet, le Breton franchissant la ligne d'arrivée en vainqueur à Pau. Il préserve le maillot jaune pour douze secondes sur Zoetemelk à l'issue du contre-la-montre par équipes arrivant à Bordeaux et remporté par l'équipe TI-Raleigh-McGregor. Entre Angers et Saint-Brieuc, Hinault grapille quelques secondes en prenant les bonifications lors des sprints intermédiaires, puis conforte même sa position de leader grâce à la surprenante prestation de l'équipe Renault-Gitane lors du second contre-la-montre par équipes arrivant au Havre. Elle prend la deuxième place à seulement six secondes de la favorite TI-Raleigh-McGregor et domine l'équipe Miko-Mercier-Vivagel de Zoetemelk de cinquante-quatre secondes. Cependant lors de l'étape comprenant des secteurs pavés entre Amiens et Roubaix, Hinault subit une importante déconvenue. Il est victime d'une première crevaison au moment où plusieurs coureurs attaquent, à savoir les Belges Ludo Delcroix, Michel Pollentier et André Dierickx accompagnés de Zoetemelk et de l'Allemand de l'Ouest Dietrich Thurau. Hinault mène seul la poursuite derrière les échappées, crève à nouveau dans le final au niveau de Hem et concède sur la ligne d'arrivée trois minutes et vingt-six secondes sur Zoetemelk, abandonnant le maillot jaune à ce dernier. Présent à Roubaix, Jacques Anquetil félicite Hinault et déclare au micro des journalistes : « S'il n'était pas un super champion, s'il n'était pas en super forme, dans de telles circonstances, son retard aurait été beaucoup plus important, à mon avis autour d'un quart d'heure. Ce soir, Bernard Hinault vient de remporter son deuxième Tour de France, croyez-moi. ». Hinault, revanchard, réduit ensuite l'écart qui le sépare du Néerlandais à la moindre occasion. Dans un premier temps, il reprend trente-six secondes lors de sa victoire dans le contre-la-montre individuel à Bruxelles. Puis le Breton grappille trois nouvelles secondes en sprintant au sommet du Ballon d'Alsace où Pierre-Raymond Villemiane s'impose. Et enfin, il se montre impérial dans les sprints intermédiaires de la quatorzième étape où des bonifications sont attribuées, lui permettant de réduire son retard sur Zoetemelk de quarante secondes. Hinault finit même par reprendre le pouvoir au classement général lors du contre-la-montre individuel de 54,2 kilomètres avec comme final la montée vers Morzine-Avoriaz. Il domine largement ses adversaires dont Zoetemelk, qui même s'il termine deuxième, concède deux minutes et trente-sept secondes au Français. Hinault assoit sa position de leader dès la première étape dans les Alpes. Il termine deuxième derrière Van Impe aux Ménuires, mais reprend encore cinquante-sept secondes sur Zoetemelk. Cependant le Néerlandais n'abdique pas. Lors de la dernière étape alpestre, il se montre coriace, attaque et décroche le maillot jaune dans l'Alpe d'Huez pour franchir la ligne d'arrivée en vainqueur avec quarante-sept secondes d'avance sur Hinault. Le Français remporte le contre-la-montre individuel à Dijon, lui permettant de repousser Zoetemelk à trois minutes et sept secondes au classement général, puis s'impose à nouveau à Nogent-sur-Marne. Lors de la dernière étape entre Le Perreux-sur-Marne et Paris, Zoetemelk et Hinault se livrent une dernière bagarre en sortant du peloton dans la vallée de Chevreuse. C'est donc une échappée royale qui entre dans la capitale française, les deux coureurs se relaient avec vigueur et parcourent les six tours sur les Champs-Élysées sans être repris par le peloton. Hinault domine Zoetemelk au sprint et remporte son deuxième Tour de France. En plus de la victoire au classement général avec Hinault, l'équipe Renault-Gitane remporte huit étapes, le classement par points avec Hinault, le classement par équipes et le classement du meilleur jeune avec Jean-René Bernaudeau.
En août, aux championnats du monde organisées à Fauquemont aux Pays-Bas, une échappée de huit coureurs s'extirpe du groupe des favoris à 30 kilomètres de l'arrivée, dans celle-ci se trouvent Bernaudeau et André Chalmel. Hinault ne réagit pas pour protéger la fuite de ses équipiers et termine l'épreuve à la vingt-et-unième place, alors qu'à l'avant de la course c'est le Néerlandais Jan Raas qui remporte le maillot arc-en-ciel. Hinault s'impose ensuite pour la troisième fois consécutivement sur le Grand Prix des Nations, loin devant l'Italien Francesco Moser et Zoetemelk. Le Néerlandais prend sa revanche en s'adjugeant la victoire sur le Grand Prix d'Automne, le Français termine sixième. Pour clore cette saison, Hinault se présente au Tour de Lombardie avec un goût de revanche après son échec de l'année précédente, qui selon lui est dû à la coalition des Italiens pour faire gagner Moser. Il sort du peloton à 150 kilomètres de l'arrivée avec son équipier Bernard Becaas, mais aussi en compagnie des Italiens Silvano Contini, Gianbattista Baronchelli, Pierino Gavazzi, Sergio Parsani et des Belges Ronald De Witte et Ludo Peeters. Le tempo infernal de l'échappée condamne Moser et Giuseppe Saronni restés dans le peloton et qui ne parviennent pas à revenir. À l'avant de la course seul Contini peut suivre les deux Français dans la succession des bosses parcourues sous une pluie battante. Hinault règle au sprint Contini à Côme et devient le cinquième Français à s'imposer au Tour de Lombardie après Gustave Garrigou (1907), Henri Pélissier (1911, 1913, 1920), Louison Bobet (1951) et André Darrigade (1956). Hinault remporte également pour la première fois le Super Prestige Pernod devant le vainqueur du Tour d'Italie Giuseppe Saronni et Joop Zoetemelk.

### Grande saison malgré son échec au Tour de France (1980)

#### Exploit à Liège-Bastogne-Liège et victoire au Tour d'Italie
En 1980, Bernard Hinault axe sa saison sur le Tour d'Italie auquel il participe pour la première fois, le Tour de France et les championnats du monde. En mars, il abandonne lors de la sixième étape de Paris-Nice courue dans le froid et la neige, car il souffre du genou droit depuis plusieurs jours à la suite d'un coup de guidon donné dessus. Au Critérium national, il gagne l'étape en contre-la-montre individuel. Après avoir fait l'impasse sur Milan-San Remo et le Tour des Flandres, il abandonne lors de Gand-Wevelgem souffrant d'un début de bronchite et chutant dans la première partie de la course. Il prend ensuite la quatrième place de Paris-Roubaix, ne pouvant lutter pour la victoire face à l'Italien Francesco Moser. Puis il termine troisième de la Flèche wallonne, derrière l'Italien Giuseppe Saronni et le Suédois Sven-Åke Nilsson.
Le 20 avril, la neige commence à tomber dès le départ de Liège-Bastogne-Liège où cent soixante-quatorze coureurs s'élancent. Durant les deux premières heures, cent dix abandonnent, parmi eux Saronni, Nilsson, Michel Pollentier, Lucien Van Impe et Gianbattista Baronchelli. Après le ravitaillement à Vielsalm, Bernard Hinault sort de ce qui reste du peloton et revient au sommet de la côte de Wanne sur un premier groupe de coureurs échappés composé du Belge Ludo Peeters, de l'Italien Silvano Contini, du Néerlandais Henk Lubberding et de l'Allemand de l'ouest Dietrich Thurau. Seul le Belge Rudy Pevenage est encore à l'avant. Hinault fait souffrir ses adversaires dans la côte de Stockeu puis finit par les distancer dans la côte de la Haute-Levée où il rejoint, dépasse et dépose Pevenage. Hinault se retrouve seul à l'avant avec encore 80 kilomètres à parcourir et même si certains coureurs se regroupent derrière lui pour mener la chasse, il creuse irrémédiablement l'écart sur eux. Il possède deux minutes d'avance au col du Rosier, cinq à Mont-Theux puis huit en haut de la côte de La Redoute. À l'arrivée à Liège, Hinault franchit la ligne d'arrivée en vainqueur avec plus de neuf minutes d'avance sur le deuxième, le Néerlandais Hennie Kuiper et seuls vingt-et-un coureurs terminent cette course dantesque. Selon Hinault cette course est sa « plus belle victoire dans une classique » et elle lui laisse pour toujours deux doigts sensibles au froid et à la neige.
En mai, afin de préparer le Tour d'Italie, il participe au Tour de Romandie qu'il remporte devant Silvano Contini et Saronni. Le Giro commence par un prologue de 7,5 kilomètres à Gênes remporté par Francesco Moser, où Hinault prend la troisième place à six secondes. Lors de la cinquième étape, un contre-la-montre individuel de 36 kilomètres entre Pontedera et Pise, le Français prend la deuxième place derrière le Danois Jørgen Marcussen et s'empare du maillot rose. Deux jours plus tard à Orvieto, il concède quatre minutes à une échappée d'une dizaine de coureurs, dont l'Italien Roberto Visentini qui s'empare de la tête du classement général. Lors de la quatorzième étape avec l'ascension de quatre cols, Hinault gagne au sommet à Roccaraso, dominant au sprint l'Italien Wladimiro Panizza, seul coureur à avoir pu le suivre et qui prend le maillot rose avec une minute d'avance sur le Français. La vingtième étape relie Cles et Sondrio dans les Alpes avec les ascensions du Passo delle Palade et du col du Stelvio. Le début de course est courue sous une pluie battante, le Passo delle Palade est escaladé en peloton. Mais au sommet, trois équipiers d'Hinault, Maurice Le Guilloux, Bernard Becaas et Jean-René Bernaudeau se glissent dans une échappée. Au pied du Stelvio, Hinault attaque, s'en va seul effectuer les 26 kilomètres de montée et rejoint Bernaudeau peu après le sommet. Après avoir effectué la descente à fond, ils se relaient parfaitement lors des 30 derniers kilomètres, Bernaudeau remporte l'étape devant Hinault, qui se pare à nouveau du maillot rose avec trois minutes et quinze secondes d'avance sur Panizza,. Le lendemain lors d'un contre-la-montre individuel de 50 kilomètres, l'Italien Sarroni remporte sa septième étape sur cette épreuve devant Hinault qui conforte sa position de leader. À Milan, Bernard Hinault remporte le Tour d'Italie avec cinq minutes et quarante-trois secondes d'avance sur Wladimiro Panizza et six minutes et trois secondes sur Giovanni Battaglin qui complète le podium. Comme au Tour de France et d'Espagne, Hinault s'impose lors de sa première participation, et devient le deuxième Français au palmarès du Tour d'Italie après Jacques Anquetil (1960, 1964).

#### Abandon au Tour de France et triomphe aux championnats du monde
Moins de trois semaines après son succès au Giro, Hinault se rend à Francfort-sur-le-Main en Allemagne de l'Ouest où démarre le Tour 1980. Le Français est le favori pour la victoire finale et ses adversaires désignés sont Joop Zoetemelk, parti dans la puissante équipe TI-Raleigh-Creda, l'expérimenté Joaquim Agostinho (38 ans), Hennie Kuiper et Johan van der Velde, récent vainqueur du Critérium du Dauphiné libéré. Hinault gagne le prologue inaugural devant deux Néerlandais Gerrie Knetemann et Bert Oosterbosch et se pare du maillot jaune. Il cède la tunique de leader dès le lendemain à Knetemann à la suite de la victoire de la TI-Raleigh-Creda devant Renault-Gitane lors du contre-la-montre par équipes. À Spa-Francorchamps, Hinault gagne le contre-la-montre individuel de 34,6 kilomètres devant Zoetemelk, relégué à une minute et seize secondes. Le lendemain à Lille, Hinault s'impose au terme d'une étape empruntant certains secteurs pavés de Paris-Roubaix. Et même s'il ne possède pas le maillot jaune qui se trouve sur les épaules du Belge Rudy Pevenage depuis la troisième étape, il crée déjà des écarts sur ses adversaires au classement général, Kuiper est à trois minutes dix-neuf secondes et Zoetemelk à presque quatre minutes. Mais Hinault est inquiet car une vive douleur au niveau du genou droit s'est réveillée. Lors du second contre-la-montre par équipes de 65 kilomètres entre Compiègne et Beauvais, il est en souffrance, incapable de prendre des relais et manque d'être décroché par ses équipiers dans chaque bosse. L'équipe Renault-Gitane se classe quatrième, ce qui fait perdre à Hinault une minute trente secondes sur Zoetemelk, vainqueur de l'étape avec la TI-Raleigh-Creda. Un traitement anti-inflammatoire et des ultra-sons lui permettent de moins souffrir sur le vélo. Mais lors de la quinzième étape, un contre-la-montre individuel de 51,8 kilomètres entre Damazan et Laplume, même s'il endosse le maillot jaune, Zoetemelk vainqueur de l'étape lui reprend beaucoup de temps et n'est plus qu'à vingt-et-une secondes du Français au classement général. Le lendemain, Hinault souffre de plus en plus du genou et décide de se retirer de la course après l'arrivée de l'étape à Pau. Après avoir terminé à cinq reprises à la deuxième place dont deux fois derrière Hinault, Joop Zoetemelk remporte ce Tour de France devant Hennie Kuiper et Raymond Martin.
En août, Hinault reprend la compétition au Tour d'Allemagne qu'il termine à plus de seize minutes du vainqueur, Gregor Braun. Ce n’est que sur le Tour du Limousin, où il remporte la première étape avec une concurrence plus faible, que les premières bonnes sensations reviennent. Mais la course ne se déroule qu’à quelques jours des championnats du monde. Le temps est donc compté pour finir de préparer ce rendez-vous très important de la saison.
Celui-ci a lieu à Sallanches en Haute-Savoie, sur un circuit de 268 kilomètres avec l'ascension répétée de la côte de Domancy (20 fois), longue de 2 700 mètres pour une pente moyenne de plus de 8 % et un dénivelé total de 4 600 mètres, réservant cette compétition aux grimpeurs. La France est impatiente car, « à la maison » elle ne peut voir d’autre vainqueur qu’un Français, d’autant qu’en cette année 1980 cela fait 18 ans qu’un coureur hexagonal n’a pas été champion du Monde, avec Jean Stablinski. Le parcours a été clairement choisi pour mettre en avant les caractéristiques du champion Breton. C’est de bonne guerre de la part des organisateurs. De plus, cela correspond à une certaine alternance des parcours, entre les précédentes années aux Pays-Bas et en Allemagne, et celui-ci taillé pour les grimpeurs-puncheurs comme Bernard Hinault. L'équipe de France est dirigée par Jacques Anquetil, Hinault est son leader, accompagné de ses équipiers de chez Renault-Gitane, Jean-René Bernaudeau, André Chalmel et Pierre-Raymond Villemiane, mais aussi d’autres équipiers circonstanciels et dévoués comme Bernard Thévenet (deux victoires au Tour de France à son actif mais en fin de carrière), Mariano Martinez, Robert Alban, Bernard Vallet, Régis Ovion et Bernard Bourreau. Le matin de la course, paré de bonnes sensations et d’une grande confiance, Bernard Hinault annonce à son staff « c’est OK les gars, vous pouvez mettre le Champagne au frais pour ce soir. » Face à l'équipe de France, plusieurs nations sont armées afin de contrecarrer les plans d'Hinault, comme l'Italie (Moser, Saronni, Baronchelli, Panizza et Battaglin), la Belgique (Pollentier, Criquielion et De Muynck), les Pays-Bas (Zoetemelk, Kuiper, van der Velde et Lubberding), l'Espagne (Rupérez, Lejarreta, Fernández Blanco et Fernández Martín), mais aussi l'Australie (Phil Anderson) et la Grande-Bretagne (Robert Millar). Au briefing avant l’épreuve, la tactique de l’équipe de France est claire. Hinault dit à ses équipiers « vous vous occupez de la première moitié de la course, je ferai la deuxième. » Au départ, cent sept coureurs s'élancent sur une route mouillée à la suite des pluies diluviennes tombées la nuit précédente. Au deuxième des 20 tours, contredisant le plan établit au briefing, Bernard Hinault attaque déjà et part en échappée. Plutôt que de laisser faire ses coéquipiers, le Breton commence à imprimer le rythme pour effectuer l’écrémage avant de revenir au sein du peloton. Après une échappée durant plusieurs tours du Danois Kim Andersen, du Suisse Ueli Sutter et du Français Mariano Martinez, le peloton se reforme à nouveau. Mais rapidement un groupe de trente coureurs avec tous les favoris se retrouve aux avants postes. À 100 km de l’arrivée, seuls Gianbattista Baronchelli, Michel Pollentier, Johan van der Velde, Giovanni Battaglin, Wladimiro Panizza, Roberto Visentini et Faustino Rupérez accompagnent encore le futur champion du Monde. À chaque montée de la côte de Domancy, Bernard Hinault fait le forcing et finit par écrémer ce groupe, pour ne plus se retrouver accompagné que de l'Italien Gianbattista Baronchelli et de l’Écossais Robert Millar. Ce dernier craque à son tour alors que l'Italien s'accroche irrémédiablement à la roue du Français. Dans la dernière ascension de la côte de Domancy, Hinault multiplie les attaques et finit par distancer son adversaire qui s'écroule, alors que la foule amassée sur les abords accidentés de la terrible montée (plus de 100 000 spectateurs, dont beaucoup venus de l'Italie voisine avaient campé la veille sur place) est en liesse et scande « Hinault… Hinault… Hinault… ». En six kilomètres jusqu’à la ligne, le débours du coureur transalpin atteint une minute. Bernard Hinault franchit ainsi la ligne d'arrivée en vainqueur et endosse le maillot arc-en-ciel, Baronchelli et l'Espagnol Juan Fernández Martín l'accompagnent sur le podium alors qu’un bel arc-en-ciel se dessine dans le ciel de Sallanches grâce à la rencontre entre une légère averse et le soleil couchant. Après le maillot de champion du monde, la médaille d'or et une gerbe de fleurs, le natif d'Yffiniac reçoit également un tableau que l'artiste-peintre Fernand Payraud a spécialement réalisé pour le vainqueur. La scène se déroule sous l'œil d'une autre légende du cyclisme français et breton invitée à la tribune d'honneur, Jean Robic avec son sourire et sa bonne humeur,.
Après l’arrivée, Bernard Hinault explique que pour se débarrasser de son dernier adversaire, il avait remarqué que Baronchelli se mettait sur son plus petit développement, systématiquement au même endroit à chaque tour de circuit. Les dérailleurs et les changements de vitesse au cadre ne sont pas aussi perfectionnés qu’aujourd’hui et la manœuvre réclame alors quelques longs dixièmes de secondes, pendant lesquels le rendement n’est pas au mieux et la position en danseuse impossible. C’est exactement à ce moment crucial qu’Hinault choisit de produire son effort maximal pendant que Baronchelli reste cloué à la pente.
En fin de cette saison 1980, Bernard Hinault est à nouveau lauréat du Super Prestige Pernod, du Mendrisio d'or et est à nouveau élu « champion des champions français » de L'Équipe pour la troisième fois consécutive.

### Domination totale (1981)

Bernard Hinault en 1981, avec son maillot de champion du monde, représenté sur la vignette no 81 de l’album Panini ‘’Sport Superstars 82’’.

#### Victoire sur l'Amstel, Paris-Roubaix et au Dauphiné libéré
En 1981, l'équipe Renault-Elf-Gitane connaît des changements importants durant l'intersaison, plusieurs coureurs la quittent dont Jean-René Bernaudeau qui rejoint l'équipe Peugeot-Esso-Michelin et d'autres arrivent comme les Américains Greg LeMond et Jonathan Boyer, mais aussi le Français Marc Madiot. Le programme de Bernard Hinault passe par Paris-Roubaix, le Critérium du Dauphiné libéré, le Tour de France et les championnats du monde.
Porteur du maillot arc-en-ciel de champion du monde, il entame la saison au Tour méditerranéen où il remporte la première étape, puis termine l'épreuve à la quatrième place au classement général à plus de onze minutes du vainqueur, le Suisse Stefan Mutter. Il participe ensuite à Tirreno-Adriatico où il est mis hors-délai lors de la quatrième étape, arrivant à Nereto avec trente-trois minutes de retard. Lors de Milan-San Remo, il abandonne après avoir perdu beaucoup de temps à la suite d'une chute impliquant plusieurs dizaines de coureurs. Mais au Critérium international, il domine outrageusement l'épreuve, remportant les trois étapes de la compétition. Tout d'abord la course en ligne entre Cavalaire-sur-Mer et Saint-Tropez, puis la course de côtes entre Sainte-Maxime et Mons et enfin le contre-la-montre individuel à Draguignan,. Lors de l'Amstel Gold Race, après l'ascension du Cauberg dernière côte du parcours, un peloton compact avec tous les favoris dont Hinault se présente vers la ligne d'arrivée à Meerssen. Ce dernier lance le sprint vers les 500 mètres et s'impose en force devant les Belges Roger De Vlaeminck et Alfons De Wolf, devenant après Jean Stablinski (1966), le deuxième et pour l'instant le dernier Français à remporter cette compétition,.

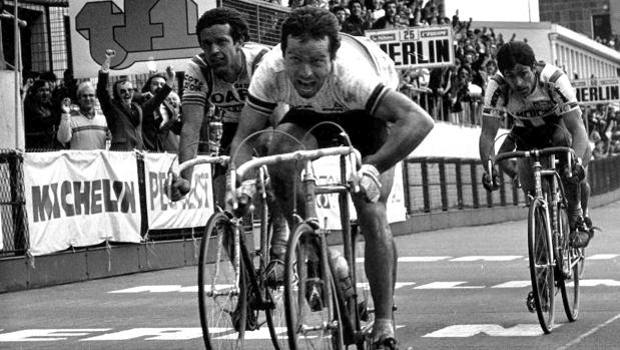
Bernard Hinault remporte Paris-Roubaix 1981 avec le maillot de champion du monde.

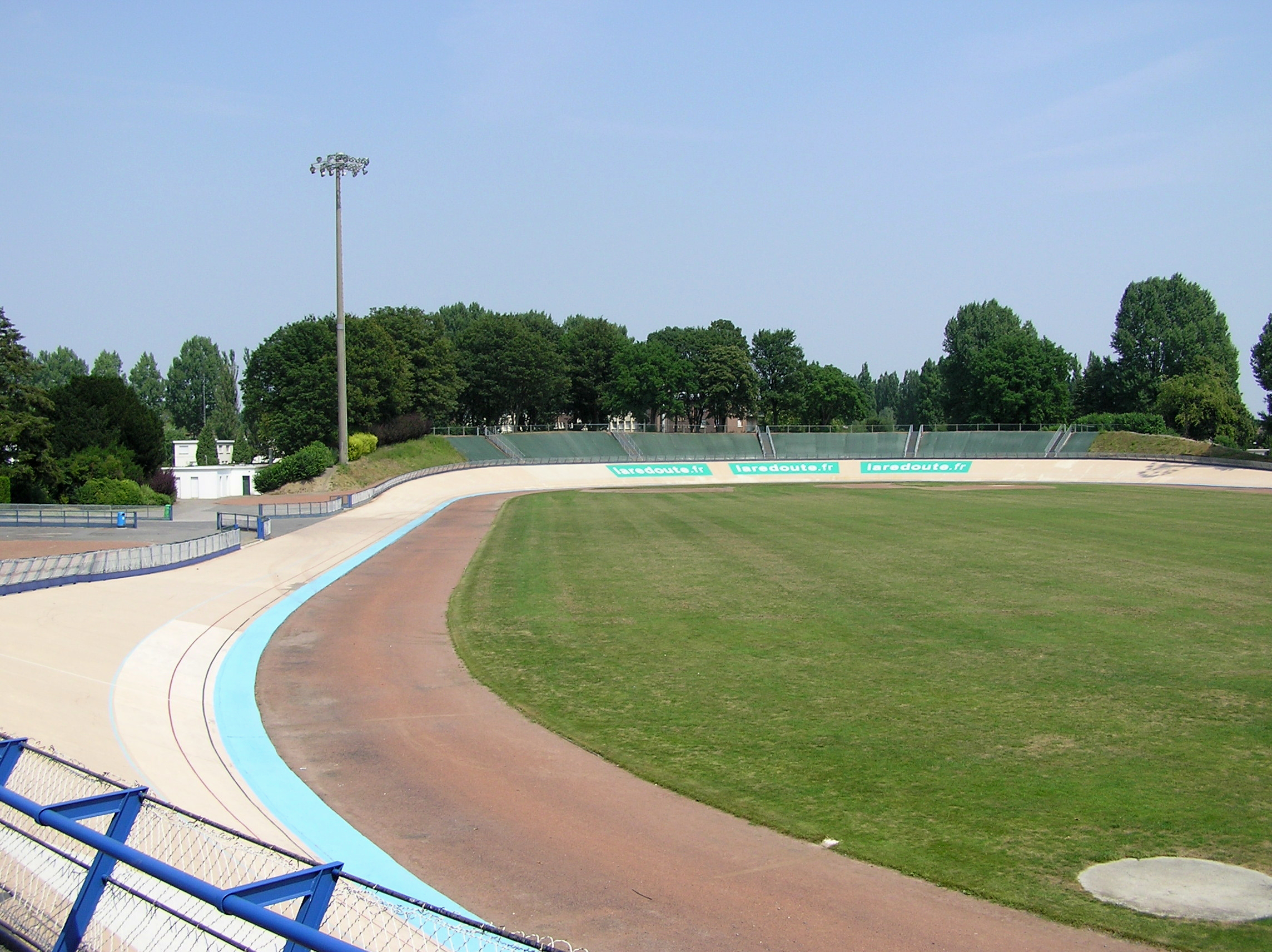
Le Vélodrome André-Pétrieux à Roubaix, cadre de l'arrivée de Paris-Roubaix.

Hinault est au départ de Paris-Roubaix alors qu'il n'apprécie pas du tout cette épreuve, déclarant : « Cette course est une hérésie ! ». Ses principaux adversaires sont le Belge Roger De Vlaeminck, quadruple vainqueur (1972, 1974, 1975 et 1977), surnommé « Monsieur Paris-Roubaix » et l'Italien Francesco Moser, qui a remporté les trois dernières éditions (1978, 1979 et 1980). Durant la course, Hinault subit trois chutes dont une provoquée par un chien et deux crevaisons. Mais il se trouve dans le final parmi le groupe tête en compagnie de Roger De Vlaeminck, Francesco Moser, le Néerlandais Hennie Kuiper et les Belges Marc Demeyer et Guido Van Calster. Malgré plusieurs offensives individuelles, les six coureurs restent groupés et font leur entrée dans le vélodrome de Roubaix où Kuiper mène le train pour son leader d'équipe De Vlaeminck. Hinault se porte en tête du groupe aux 400 mètres, puis lance le sprint de loin et personne ne parvient à le dépasser. Hinault remporte « l'enfer du Nord » devant De Vlaeminck et Moser, avec le maillot de champion du monde comme Louison Bobet (1956), qui le félicite à l'arrivée. En descendant du podium, il répond aux journalistes qui lui demandent ce qu'il pense de Paris-Roubaix maintenant : « J'ai pas changé d'avis : c'est une course à la con ! ».
Il participe ensuite aux classiques ardennaises, termine dix-huitième de Liège-Bastogne-Liège, tandis que sa femme vient de mettre au monde leur deuxième fils, Alexandre. Fin mai, il se montre intraitable au Critérium du Dauphiné libéré, remporte la cinquième étape à Lyon, puis la sixième à Chambéry où il prend le maillot de leader. Le lendemain dans l'étape de montagne menant à Villard-de-Lans, il franchit les cinq cols en tête et l'emporte à nouveau, créant des écarts importants sur ses adversaires. Hinault et son équipe contrôlent la dernière étape entre Valence et Avignon avec l'ascension du Mont Ventoux. Le Breton domine au sprint un petit groupe de coureurs pour franchir la ligne d'arrivée en vainqueur. Il remporte l'épreuve avec plus de douze minutes d'avance sur Joaquim Agostinho deuxième, Greg LeMond complétant le podium.

#### Troisième victoire au Tour de France
Au Tour 1981, Hinault fait figure de seul favori pour la victoire finale. Il s'impose dès le prologue inaugural de 5,9 kilomètres à Nice et endosse le maillot jaune. Mais il le cède dès le lendemain au Néerlandais Gerrie Knetemann après le premier contre-la-montre par équipes remporté par l'équipe TI-Raleigh-Creda. La formation batave se montre à nouveau la plus rapide lors de la seconde épreuve chronométrique par équipes, consolidant le maillot jaune de Knetemann et permettant à son leader Joop Zoetemelk d'avoir deux minutes d'avance sur Hinault. Lors de la première étape de montagne de 117,5 kilomètres menant à Saint-Lary-Soulan, Hinault lance les hostilités dans le col de Peyresourde puis termine troisième à l'arrivée au sommet du Pla d'Adet derrière le Belge Lucien Van Impe et l'Australien Phil Anderson. Ce dernier s'empare du maillot jaune, tandis que Zoetemelk, Joaquim Agostinho et Jean-René Bernaudeau perdent beaucoup de temps. Le lendemain, Hinault gagne à Pau le contre-la-montre individuel en côte et reprend la première place au classement général. Le Français n'ayant qu'une petite marge d'avance sur Anderson, il se mêle durant les étapes suivantes à plusieurs sprints intermédiaires pour rafler les bonifications, puis accroit son avance jusqu'à deux minutes et cinquante-huit secondes après sa victoire dans le contre-la-montre individuel à Mulhouse. Lors de la première alpestre entre Thonon-les-Bains et Morzine, Hinault sans attaquer voit croître son avance sur Anderson à la suite de la défaillance de ce dernier dans les cols de Joux-Plane et de la Joux Verte. Dans la dix-septième étape avec les ascensions des cols de la Madeleine, du Glandon et de l'Alpe d'Huez, Anderson s'effondre tandis qu'Hinault lutte de toutes ses forces pour rester dans les roues des grimpeurs Lucien Van Impe et Robert Alban dans la dernière difficulté. Il parvient à les battre au sprint à l'arrivée pour terminer deuxième derrière le Néerlandais Peter Winnen. Alors qu'Hinault possède plus de neuf minutes d'avance au classement général sur le deuxième Van Impe, il ne se contente pas de gérer la course mais effectue la montée finale vers Le Pleynet-Les Sept Laux à une vitesse que personne ne peut suivre et s'impose à l'arrivée devant Bernaudeau. Il conclut l'épreuve en gagnant le dernier contre-la-montre individuel à Saint-Priest dans le Rhône, ce qui lui permet de remporter son troisième Tour de France, reléguant Van Impe à plus de quatorze minutes et Alban qui complète le podium, à plus de dix-sept minutes.
Alors que des doutes s'installent sur la santé d'Hinault après son abandon au bout de 30 kilomètres au Grand Prix de Plouay à cause d'une douleur à un genou, il souhaite défendre son titre lors des championnats du monde sur un parcours accidenté à Prague en Tchécoslovaquie. À l'amorce du dix-septième des vingt-et-un tours du circuit, un groupe d'une trentaine de coureurs avec plusieurs Italiens parvient à s'échapper alors qu'Hinault est piégé dans un deuxième peloton qui perd beaucoup de temps. Le Français se lance alors dans une poursuite échevelée suivi de l'Espagnol Ismael Lejarreta qui ne passe aucun relai. Hinault parvient à revenir sur les hommes de tête à deux tours de la fin mais manque de fraîcheur lors de l'emballage final, terminant troisième au sprint derrière le Belge Freddy Maertens nouveau champion du monde et l'Italien Giuseppe Saronni. Hinault est lauréat pour la troisième fois du Super Prestige Pernod et pour la quatrième et dernière fois du titre de « champion des champions français » de L'Équipe.

### Premier doublé Tour d'Italie-Tour de France (1982)

#### Deuxième victoire au Giro
En 1982, l'équipe Renault-Elf-Gitane voit l'arrivée d'une jeune génération de coureurs avec Laurent Fignon, Pascal Jules, Martial Gayant et Charly Bérard. Grâce à un agent qui s'occupe désormais de ses intérêts, Bernard Hinault signe un nouveau contrat avec Renault sans passer par Cyrille Guimard, les deux hommes ayant de plus en plus de griefs l'un envers l'autre. Hinault a pour objectif de réaliser le doublé Tour d'Italie-Tour de France et pour ce faire il décide de ne pas participer aux classiques de printemps, suscitant des interrogations dans la presse. En début de saison, il remporte La Marseillaise, puis le Tour de Corse et le Tour d'Armor, alors qu'il se montre ensuite discret sur Tirreno-Adriatico qu'il abandonne lors de la dernière étape. Il voit ensuite son jeune équipier Fignon remporter le Critérium international, lui terminant huitième. Hinault prend la neuvième place sur Paris-Roubaix remporté par le Néerlandais Jan Raas. Sa préparation pour le Tour d'Italie se conclut par un abandon au Championnat de Zurich, puis une quatrième place au Tour de Romandie, où il remporte le contre-la-montre individuel à Delémont.
Hinault se présente avec un statut de favori au départ du Giro à Milan. La première étape est un contre-la-montre par équipes de 16 kilomètres, remporté par l'équipe Renault-Elf-Gitane, permettant à Hinault de se parer du maillot rose. Ses équipiers Patrick Bonnet et Fignon vont ensuite porter le maillot de leader, avant qu'Hinault reprenne la tête du classement général à la suite de sa victoire lors du contre-la-montre individuel entre Pérouse et Assisi. L'Italien Francesco Moser gagne au sprint la septième étape à Diamante et dépossède le Français du maillot rose grâce aux bonifications. Lors de la première étape de montagne dans la chaîne des Apennins, Hinault aidé par Fignon imprime un rythme très élevé durant l'ascension longue de 13 kilomètres vers Campitello Matese (en), où il fait craquer un à un ses adversaires et franchit la ligne d'arrivée en vainqueur devant le seul coureur réussissant à le suivre, l'Italien Mario Beccia. Le Français retrouve à l'issue de cette étape la première place au général. Le lendemain, une échappée comprenant trois coureurs de l'équipe Bianchi-Piaggio, à savoir Silvano Contini, Gianbattista Baronchelli et Tommy Prim, se forme dès le pied de la première ascension de l'étape, obligeant l'équipe Renault à rouler en tête du peloton pendant 130 kilomètres. Contini s'impose à Pescara et revient à trente-une secondes d'Hinault au classement général. Lors de la dix-septième étape, Hinault est rapidement isolé de ses équipiers dans les pentes du Passo di Crocedomini (it) et subit les offensives des Italiens de la Bianchi-Piaggio, qui finissent par le décramponner. Contini remporte l'étape et s'empare du maillot rose. Mais le Français ne s'avoue pas vaincu et dans l'étape suivante il fait rouler son équipe jusqu'au pied de l'ascension finale où il attaque et part seul s'imposer au Monte Campione pour reprendre le maillot de leader à Contini. Bernard Hinault gagne la dernière étape, un contre-la-montre individuel de 42,5 kilomètres à Turin et remporte son deuxième Tour d'Italie devant le Suédois Tommy Prim et l'Italien Silvano Contini.

#### Quatrième victoire au Tour de France

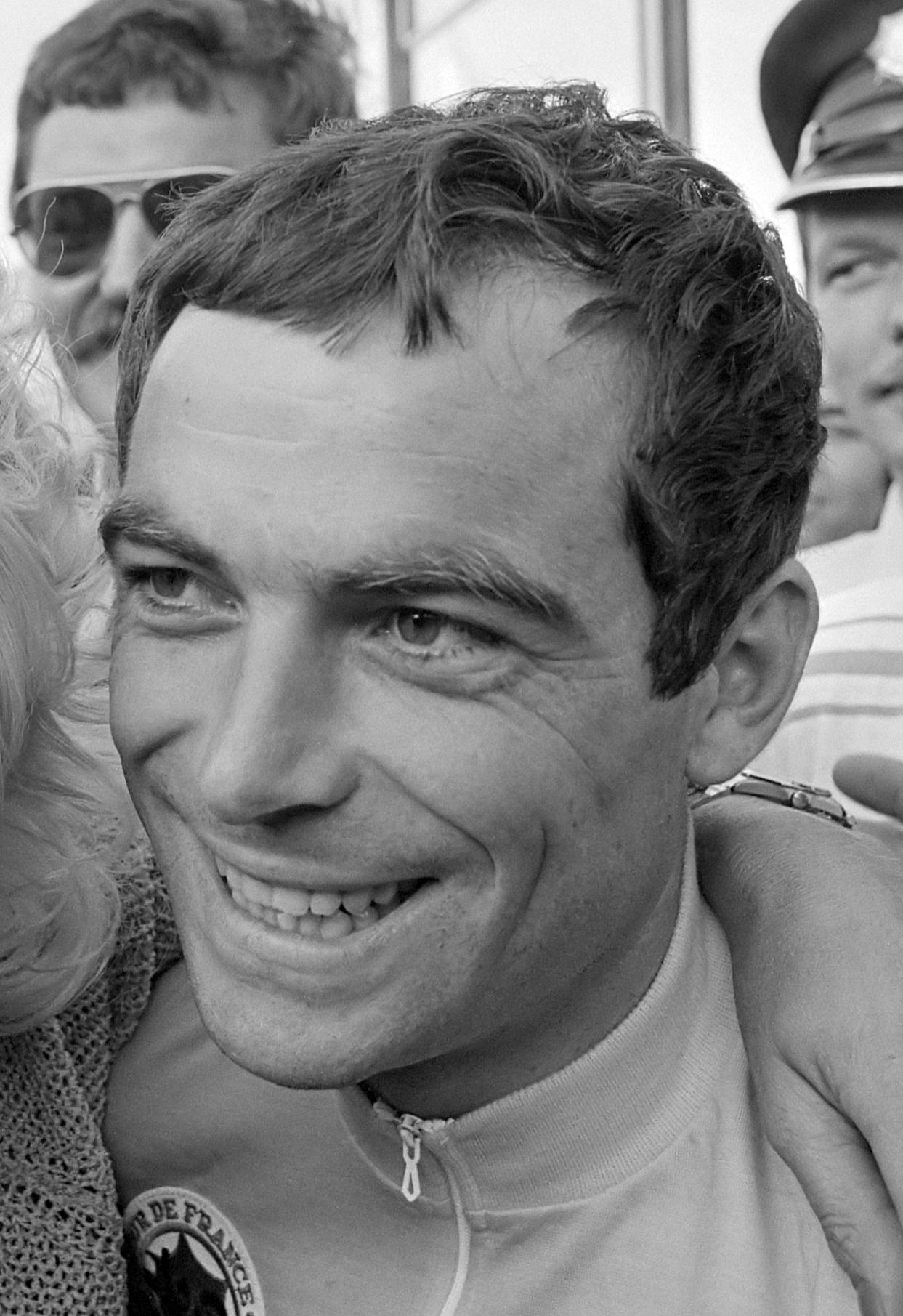
Bernard Hinault lors du Tour de France 1982.

Après sa victoire au Tour d'Italie, Hinault entame sa préparation pour le Tour 1982 en participant au Tour de l'Aude qu'il termine à la troisième place, puis remporte le Tour de Luxembourg. Lors des Championnats de France organisés à Bailleul, Hinault abandonne alors qu'un groupe de dix-huit coureurs se dispute la victoire, Régis Clère se pare du maillot tricolore. Lorsque le Tour 1982 démarre de Bâle en Suisse, l'ambiance au sein de l'équipe Renault-Elf-Gitane est tendue, « détestable » pour Bernard Hinault. Celui-ci souhaite faire valoir ses points de vue dans la direction de l'équipe et s'oppose notamment au souhait de Cyrille Guimard de rajeunir l'équipe en se séparant de plusieurs anciens coureurs. Mais Hinault assume pleinement son statut de favori, déclarant à la presse : « Je m'accorde 99 % de chances de remporter un quatrième Tour de France »,. Le Français remporte le prologue inaugural à Bâle devant le Néerlandais Gerrie Knetemann et l'Allemand de l'Ouest Gregor Braun. Il cède le maillot jaune au Belge Ludo Peeters dès le lendemain, puis c'est l'Australien Phil Anderson qui prend la tête du classement général après sa victoire à Nancy. Le premier contre-la-montre par équipes entre Orchies et Fontaine-au-Pire est annulé à cause du blocage de la route par les ouvriers d'Usinor de Denain qui luttent contre un plan de licenciement.
Dans le second contre-la-montre par équipes entre Lorient et Plumelec, l'équipe Renault-Elf-Gitane d'Hinault termine deuxième derrière l'intouchable équipe néerlandaise TI-Raleigh-Campagnolo. Et même si l'équipe Peugeot-Shell-Michelin d'Anderson ne termine qu'à la cinquième place, ce dernier conserve le maillot jaune. Lors du contre-la-montre individuel de 57,3 kilomètres à Valence-d'Agen, Knetemann s'impose devant Hinault pour dix-huit secondes, mais le Français reprend la tête du classement général. Lors de la première étape dans les Pyrénées menant au Pla d'Adet, Hinault laisse le grimpeur suisse Beat Breu filer vers la victoire, tandis qu'il lâche ses adversaires directs pour la victoire finale, mis à part l'expérimenté et vainqueur du Tour 1980, Joop Zoetemelk (35 ans). Grâce à sa victoire lors du contre-la-montre individuel de 32,5 kilomètres à Martigues, Hinault possède plus de cinq minutes d'avance sur Anderson et Zoetemelk. Dans la première étape alpestre, il se contente de monter l'ascension finale vers Orcières Merlette à un rythme élevé pour contrôler Zoetemelk et réussit même à faire craquer Anderson. Il applique la même tactique à l'Alpe d'Huez, où Breu remporte sa deuxième étape. Hinault n'est pas inquiété dans la dernière étape de montagne arrivant à Morzine, où le Néerlandais Peter Winnen s'impose. Dans son exercice préféré, le contre-la-montre, Hinault parachève son succès en l'emportant à Saint-Priest. Lors de la dernière étape arrivant sur les Champs-Élysées, l'insatiable Hinault, bien lancé par son équipier Charly Bérard, gicle dans le dernier virage, surprend les sprinteurs qui ne parviennent pas à le remonter et l'emporte. C'est la quatrième victoire du Français sur la « Grande Boucle », devançant les Néerlandais Joop Zoetemelk (sixième fois deuxième) et Johan van der Velde. Il réalise donc ce qu'il avait manqué en 1980, le doublé Tour d'Italie-Tour de France, comme avant lui, Fausto Coppi (1949, 1952), Jacques Anquetil (1964) et Eddy Merckx (1970, 1972).
En septembre, Hinault abandonne aux championnats du monde à Goodwood en Angleterre, alors que l'Italien Giuseppe Saronni l'emporte. À la fin du mois, il remporte le Grand Prix des Nations à Cannes devant le Suisse Daniel Gisiger et le Néerlandais Bert Oosterbosch, après avoir été en tête à tous les pointages intermédiaires et effectué les 90 kilomètres de l'épreuve à une vitesse moyenne de 42,660 km/h. À l'issue de cette saison, il est pour la quatrième et dernière fois lauréat du Super Prestige Pernod.

### Dernière année chez Renault (1983)

#### Difficile victoire sur la Vuelta
Début 1983, l'ambiance est tendue au sein de l'équipe Renault-Elf. Hinault constate une séparation entre « jeunes » et « anciens ». Il se trouve également insuffisamment impliqué dans la conduite de l'équipe et apprécie de moins en moins la direction de Cyrille Guimard. Il commence la saison à l'Étoile de Bessèges qu'il abandonne, malade. Il se présente ensuite au Tour de Sardaigne, qu'il ne termine pas non plus. En mars, il se classe vingt-cinquième de Tirreno-Adriatico, remporté par Roberto Visentini. Quelques jours plus tard, il abandonne Milan-San Remo, remporté par Giuseppe Saronni. En avril, il part aux États-Unis donner le départ du Tour of America, auquel il ne peut pas participer car il doit se rendre en France sur Paris-Roubaix, du fait de son statut de coureur de première catégorie,. À cause des nombreuses averses de pluie les jours précédant la course, les secteurs pavés de « l'enfer du Nord » sont couverts de boue et Hinault quitte l'épreuve tout comme le favori, le Néerlandais Jan Raas, alors que son compatriote Hennie Kuiper s'impose en solitaire au vélodrome de Roubaix. Dans la semaine qui suit, Hinault gagne le Grand Prix Pino Cerami et la Flèche wallonne, déclarant à la presse : « Ça remet les choses en place », faisant allusion aux critiques sur son début de saison mitigé,.
Au début de la Vuelta 1983, Dominique Gaigne, équipier d'Hinault, s'impose sur le prologue à Almussafes, grâce à un vent favorable lors de son passage au contraire des favoris. Hinault termine quinzième alors que son principal rival pour la victoire finale Giuseppe Saronni chute dès le premier virage et concède de précieuses secondes à l'arrivée. Le lendemain, ce dernier concède une minute supplémentaire à Cuenca. Hinault prend la tête du classement général à l'issue de sa deuxième place au sommet de Castellar de Nuch derrière l'Espagnol Alberto Fernández Blanco. Mais dès l'étape suivante, Marino Lejarreta s'empare du maillot amarillo de leader entre Pobla de Lillet et Viella, puis Hinault réalise une piètre performance dans le contre-la-montre individuel en côte menant à Panticosa et perd deux minutes et treize secondes sur l'Espagnol. L'équipe Renault-Elf décide alors de secouer le peloton tous les jours, Hinault aidé de ses équipiers Maurice Le Guilloux et Lucien Didier profitent du vent dans la dixième étape pour créer une échappée et piéger Lejarreta qui perd le maillot amarillo au profit de Julián Gorospe. Lors du deuxième secteur de la quinzième étape, un contre-la-montre individuel de 22 kilomètres à Valladolid, Hinault l'emporte devant Gorospe et se rapproche de la tête du classement général. Deux jours plus tard, lors de la dix-septième étape entre Salamanque et Ávila, Laurent Fignon qui termine fort l'épreuve, mène un train d'enfer pour Hinault pendant plusieurs kilomètres sur les rampes du col de Serranillos, mettant en difficulté les Espagnols Lejarreta et Gorospe. Hinault passe ensuite à l'offensive, franchit seul et en vainqueur la ligne d'arrivée et reprend le maillot amarillo. Il ne quitte plus la tête du classement général et remporte son deuxième Tour d'Espagne devant Lejarreta à une minute et douze secondes et Fernández Blanco à trois minutes et cinquante-huit secondes. Cette nouvelle victoire est la huitième de sa carrière sur un grand tour, mais qui selon lui a été la plus difficile à conquérir.

#### Forfait au Tour du France et départ de chez Renault
Une tendinite au genou droit de Bernard Hinault s'est déclarée durant les derniers jours de la Vuelta. En reprise au Grand Prix de Plumelec, la douleur se réveille et il abandonne au bout de 90 kilomètres, alors que Laurent Fignon l'emporte. Il renonce ensuite à participer au Critérium du Dauphiné libéré, pour revenir à la compétition au Tour du Luxembourg, mais il ne peut terminer l'épreuve. Après avoir annulé sa participation au Tour de Suisse, il se résout à déclarer forfait pour le Tour 1983. Concernant l'origine de sa blessure Hinault déclare à la presse : « Je persiste à penser que ma tendinite est née au Tour d'Espagne, parce qu'à mon insu ma selle avait été baissée d'un bon centimètre ». En son absence, Laurent Fignon seulement âgé de 22 ans est désigné leader de l'équipe Renault-Elf pour le Tour de France. Il montre des capacités étonnantes malgré sa jeunesse et remporte l'épreuve pour sa première participation, comme Hinault en 1978, qui est présent sur les Champs-Élysées pour le féliciter. Il reprend le vélo au Critérium de Callac fin juillet mais la douleur persiste toujours et abandonne au neuvième tour. Après cinq séances de rayons pour se soigner qui s'avèrent vaines, Hinault se fait opérer à Lannion en août, la gaine du tendon avait explosé. Il reprend le vélo trois semaines plus tard, renoue avec la compétition en novembre en participant à des courses de cyclo-cross durant trois jours et il constate que la douleur au genou a disparu. À la fin de la saison, Hinault décide de se rendre à la régie Renault et impose un choix entre Cyrille Guimard et lui pour l'année suivante. En effet, ils ne se parlent plus et le coureur se plaint de l'autoritarisme de son directeur sportif. Renault préfère poursuivre sa collaboration avec Guimard, Hinault décide donc de quitter l'équipe alors qu'il lui reste deux années de contrat,.

### En reconstruction (1984)

#### Nouvelle équipe pour se relancer
Bernard Hinault rencontre l'homme d'affaires Bernard Tapie par l'intermédiaire de Jean de Gribaldy, dirigeant d'équipes cyclistes de 1964 à 1986. Hinault présente son projet de « bâtir une équipe professionnelle selon [ses] idées » à Tapie. Ce dernier est intéressé et s'engage à ses côtés pour un budget de dix millions de francs avec plusieurs entreprises qu'il contrôle dont La Vie claire, qui devient le nom de l'équipe, mais aussi Look, marque de ski qui se met à fabriquer des pédales. Philippe Crepel, dirigeant de l'équipe La Redoute de 1979 à 1983, devient manager de l'équipe La Vie claire-Teraillon et le Suisse Paul Köchli, préparateur physique alors réputé pour ses méthodes modernes, son entraîneur. Il n'y a pas de directeur sportif, car Tapie n'en veut pas,. Parmi les dix-sept coéquipiers accompagnant Hinault, trois viennent de l'équipe Renault : Charly Bérard, Maurice Le Guilloux et Alain Vigneron. Hinault participe également avec Look à la création d'une nouvelle pédale avec fixation, afin de remplacer les cale-pieds. Le maillot de l'équipe est créé par l'agence Mic-Mac, il est composé de rectangles jaunes, rouges, blancs, gris et noirs, s'inspirant de la toile « Composition » du peintre abstrait, Piet Mondrian.
En ce début de saison 1984, Hinault participe au Het Volk qu'il abandonne comme de nombreux autres coureurs à cause du mauvais temps. Il se présente ensuite sur Paris-Nice et prend une quatrième place encourageante lors du prologue à Issy-les-Moulineaux, terminant à sept secondes du vainqueur, le Néerlandais Bert Oosterbosch. Cependant lors du contre-la-montre par équipes, l'équipe La Vie claire effectue une prestation décevante et concède presque deux minutes à l'équipe Panasonic. Le premier secteur de la quatrième étape est couru sur une courte distance de 64 kilomètres avec l'arrivée au sommet du Mont Ventoux. Hinault effectue la montée du « Mont chauve » à un rythme élevé, mais ne parvient pas à distancer ses adversaires, Éric Caritoux réussissant à s'imposer devant Robert Millar. Le lendemain entre Miramas et La Seyne-sur-Mer, Hinault et Kelly s'échappent dans un groupe de quatorze coureurs et mettent en danger le maillot de leader de Millar. Au moment d'attaquer le col de l'Ange, des mineurs de Gardanne et des ouvriers du chantier naval de La Ciotat effectuent une manifestation en bloquant la course. Hinault qui tente de forcer le passage, chute puis en vient aux mains avec l'un des grévistes. La course reprend par la suite mais le Français souffre d'une fêlure d'une côte à la suite de cette bousculade. Il termine ensuite deuxième derrière l'Irlandais Stephen Roche dans l'étape montagneuse arrivant à Mandelieu-la-Napoule. Il prend enfin la quatrième place lors du contre-la-montre final au col d'Èze et monte sur la dernière marche du podium au classement général, derrière les Irlandais Kelly et Roche. Hinault est ensuite surclassé lors du Critérium international par Kelly qui remporte les trois étapes de l'épreuve. Le Français fait l'impasse du Tour des Flandres et de Paris-Roubaix. Il termine dix-neuvième de la Flèche wallonne remporté par le Danois Kim Andersen. À Liège-Bastogne-Liège, après s'être fait lâcher par les meilleurs dans la côte de la Redoute, Hinault franchit la ligne d'arrivée dix-neuvième, loin du vainqueur, l'insatiable Sean Kelly. En mai, après une encourageante quatrième place lors du Championnat de Zurich remporté par l'Australien Phil Anderson, Hinault se présente aux Quatre Jours de Dunkerque. Après une place d'honneur dans le prologue, Hinault multiplie les offensives dans la deuxième étape comportant plusieurs secteurs pavés, termine deuxième à l'arrivée et s'empare du maillot de leader jusque-là détenu par le Belge Eric Vanderaerden. Il conserve la tête jusqu'à l'arrivée finale située au mont Cassel. Il signe sa première victoire depuis sa blessure l'année précédente et se trouve ému par les chaleureux applaudissements du public nordiste à son encontre.
Le Critérium du Dauphiné libéré est le dernier grand test d'Hinault avant de se présenter sur le Tour de France. Il doit affronter de sérieux clients pour la victoire finale avec, Greg LeMond, Pascal Simon, Robert Millar, Stephen Roche et Phil Anderson. Lors de la première étape de montagne, le Breton ne peut suivre le rythme dans le col de Salève et accuse un retard d'une minute et trente-six secondes sur le vainqueur, le Colombien Francisco Rodríguez.
Le lendemain, il a de meilleures sensations dans le mont Revard et termine à la troisième place à Chambéry. Puis dans l'étape de montagne reine de l'épreuve comprenant les ascensions des cols du Granier, du Cucheron, du Coq, de Porte et de la Charmette, Hinault se lance dès la première difficulté dans un raid de 158 kilomètres, seulement accompagné de Rodriguez. Ce dernier ne collabore pas avec le Français et attaque près du col de la Charmette pour filer vers la victoire à Fontanil-Cornillon. Hinault prend la deuxième place mais est très satisfait de sa performance, car il a creusé des écarts considérables sur LeMond, Simon et Roche. Le lendemain, la pluie et le froid s'invite sur la course. Hinault s'échappe à nouveau et fait complètement craquer Rodriguez, qui abandonne car il ne supporte pas ces conditions climatiques difficiles. Hinault ne se relève pas pour autant et continue sa chevauchée. Mais il est privé de force dans le col de Rousset et voit revenir sous la neige plusieurs coureurs qui le déposent, le maillot de leader arrivant sur les épaules d'un autre Colombien Martín Ramírez. Ce dernier résiste au Français lors du contre-la-montre arrivant à Vals-les-Bains, il devient le premier vainqueur colombien de cette épreuve, alors qu'Hinault termine deuxième à vingt-sept secondes et remporte le classement de la montagne,.

#### Deuxième avec panache au Tour de France

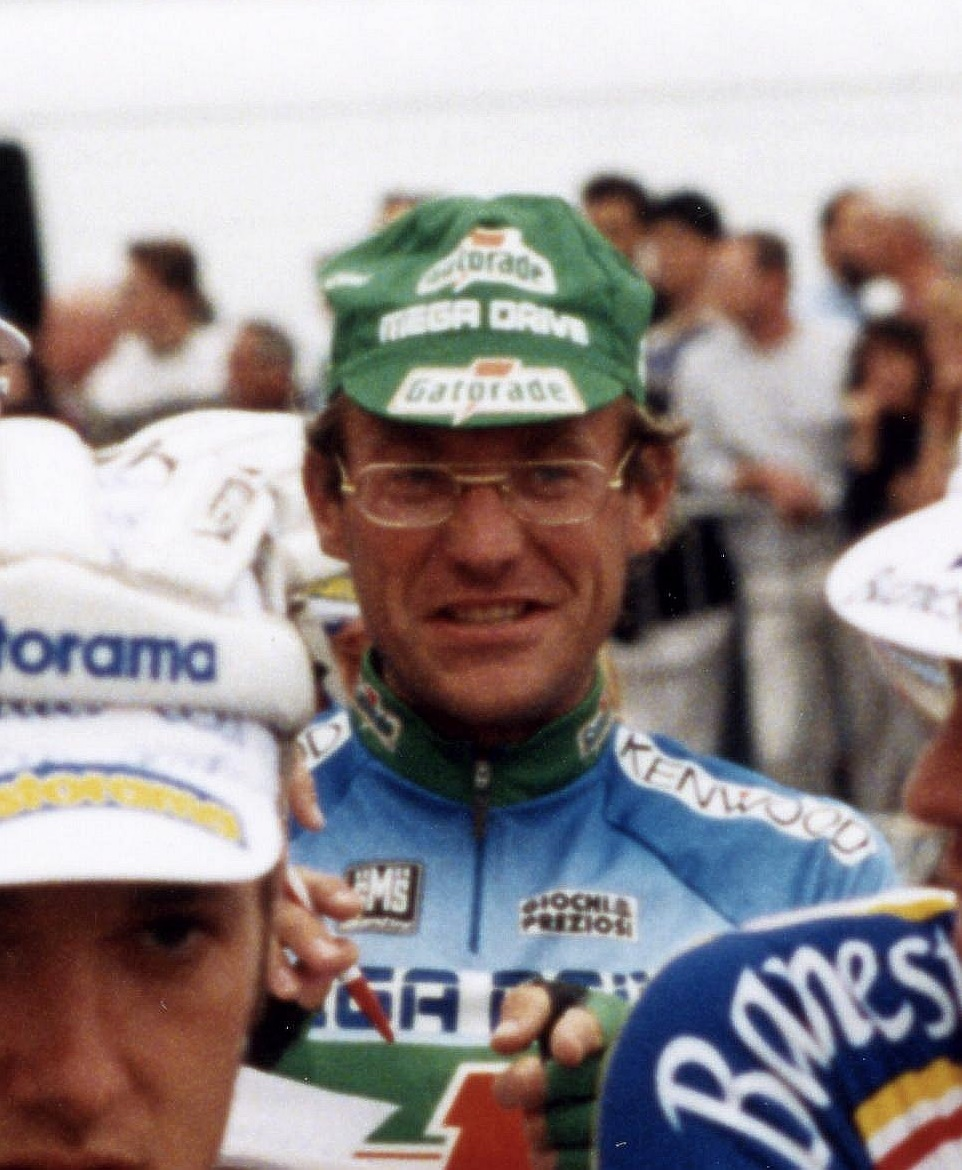
Laurent Fignon (ici en 1993) remporte le Tour de France 1983 et 1984.

Hinault se présente au départ du Tour 1984 avec un rôle de favori. Il a la possibilité d'égaler Jacques Anquetil et Eddy Merckx au record de victoires avec un cinquième succès. Mais une concurrence féroce se trouve face à lui, avec Laurent Fignon, vainqueur sortant qui vient de s'emparer du maillot tricolore, après s'être imposé largement aux championnats de France à Plouay. Parmi les autres prétendants figurent le porteur du maillot de champion du monde, l'Américain Greg LeMond, équipier de Fignon chez Renault-Elf, mais aussi l'Irlandais Sean Kelly, victorieux de nombreuses grandes courses cette saison (Paris-Nice, Tour du Pays basque, Tour de Catalogne, Paris-Roubaix, Liège-Bastogne-Liège).
Hinault endosse le maillot jaune dès le premier jour en remportant le prologue entre Montreuil et Noisy-le-Sec. Mais l'équipe de Fignon est redoutable, accaparant les victoires d'étapes, dont le contre-la-montre par équipes entre Louvroil et Valenciennes. L'équipe La Vie claire-Terraillon d'Hinault termine à la septième place, à cinquante-cinq secondes des vainqueurs. Fignon se montre ensuite le plus rapide sur le contre-la-montre individuel de 67 kilomètres entre Alençon et Le Mans, devançant Hinault de quarante-neuf secondes. Lors de la première étape de montagne dans les Pyrénées, Hinault ne peut suivre l'attaque cinglante de son ancien équipier à quelques kilomètres de l'arrivée à Guzet-Neige et perd cinquante-deux secondes supplémentaires. Fignon accentue inexorablement son avance sur Hinault, après une nouvelle victoire à La Ruchère, dans un contre-la-montre individuel avec une dernière partie en côte. Dans la première étape alpestre disputée entre Grenoble et l'Alpe d'Huez, Hinault fait éclater le peloton très rapidement en attaquant dans le col du Coq. Il recommence dans la rampe de Laffrey, puis part seul entamer la montée vers l'Alpe d'Huez. Mais Fignon se montre intraitable, le reprend et le dépose immédiatement. Au sommet de la station aux vingt-et-un virages, le Colombien Luis Herrera s'impose devant Fignon qui s'empare du maillot jaune jusque-là sur les épaules de son équipier Vincent Barteau. Le lendemain, Hinault semble dans un mauvais jour et se trouve distancé par deux fois, d'abord dans le col du Galibier puis dans celui de la Madeleine. Cependant, il revient sur le groupe des favoris en effectuant des descentes vertigineuses. Même s'il tente une attaque avant le dernier col, il ne peut rien face à la facilité insolente de Fignon, qui s'impose en jaune à La Plagne. Hinault doit encore s'incliner face à Fignon, qui remporte la vingtième étape au sommet de Crans-Montana en Suisse. Lors du dernier contre-la-montre individuel entre Villié-Morgon et Villefranche-en-Beaujolais, Hinault prend la troisième place à trente-six secondes du maillot jaune. Fignon gagne ainsi son deuxième Tour de France. Hinault termine deuxième à plus de dix minutes. Mais par son panache, son courage et sa volonté durant la course, il voit grandir sa popularité auprès du public français.
En août, même si Hinault abandonne au Tour du Limousin, il fait partie avec Fignon des favoris à la victoire aux championnats du monde, organisés sur le circuit sélectif du Montjuïc à Barcelone. Même si l'équipe de France contrôle la première partie de la course, Hinault comme Fignon abandonne, privé de force à cause d'une température très élevée, plus de 30 °C. Dans cette fournaise, c'est le Belge Claude Criquielion qui s'impose et endosse le maillot arc-en-ciel. Lors du Grand Prix des Nations, Hinault s'impose pour la cinquième et dernière fois, à une vitesse de 44,193 km/h, battant son propre record du 1979. Au Trophée Baracchi disputé dans la région de Trente, avec l'Italien Francesco Moser, ils survolent l'épreuve avec une vitesse moyenne atteignant presque les 50 km/h, du jamais vu jusque-là. Au Tour de Lombardie, il contrôle avec son équipe les offensives de Charly Mottet et de l'Irlandais Stephen Roche. Il provoque ensuite un regroupement à 15 kilomètres de l'arrivée, puis contre le Suédois Tommy Prim pour s'imposer en solitaire à Côme,. Il se sent alors selon ses dires : « redevenu un grand coureur ». À l'issue de la saison, Hinault termine deuxième du trophée Super Prestige Pernod, derrière l'Irlandais Sean Kelly.

### Dans la légende du cyclisme (1985)

#### Troisième victoire au Tour d'Italie
Pour l'année 1985, Hinault se fixe pour objectifs le Tour d'Italie et le Tour de France. Pour cela, l'équipe La Vie Claire-Radar se renforce considérablement avec les arrivées de l'Américain Greg LeMond en provenance de chez Renault-Elf, du Danois Kim Andersen. Mais elle reçoit aussi l'apport de néo-pros talentueux avec Jean-François Bernard et le Canadien Steve Bauer. En début de saison où le froid règne, Hinault n'est pas en forme. Dans le Het Volk, il est décramponné dans l'ascension d'une côte à cause d'une chute collective et termine loin du vainqueur, Eddy Planckaert. Lors de Tirreno-Adriatico, il abandonne lors de la troisième étape à cause d'une angine, alors que le vétéran néerlandais Joop Zoetemelk (38 ans) remporte l'épreuve pour la première fois de sa carrière. Hinault, convalescent, doit également renoncer à participer à Milan-San Remo, puis met à nouveau pied à terre sur Gand-Wevelgem. Lors des classiques ardennaises, il se classe vingt-troisième de la Flèche wallonne et dix-huitième de Liège-Bastogne-Liège. Au Tour de Romandie, Hinault monte en puissance, se montre à son avantage en étant offensif dans les cols du Jura, terminant deuxième de la troisième étape derrière le Portugais Acácio da Silva. Lors de la dernière étape, un contre-la-montre individuel de 23,8 kilomètres à Nyon, il se classe à nouveau deuxième à douze secondes du Suédois Tommy Prim et conclut l'épreuve à la seizième place à plus de onze minutes du surprenant vainqueur, le Suisse Jörg Müller.
Sur le Giro, Hinault est accompagné de Greg LeMond et toute la formation La Vie claire-Radar est équipée pour la première fois de pédales automatiques de la marque Look. Lors du prologue à Vérone, le Breton termine sixième à quinze secondes de l'Italien Francesco Moser. Durant la première étape dans le massif des Dolomites, Hinault attaque dans la montée vers Selva di Val Gardena, seulement suivi par les Italiens Gianbattista Baronchelli et Roberto Visentini, de l'Espagnol Marino Lejarreta et du Suisse Hubert Seiz alors que Giuseppe Saronni, Francesco Moser et Greg LeMond sont lâchés. À l'arrivée Seiz s'impose au sprint devant Hinault, Visentini se pare du maillot rose avec quarante-huit secondes d'avance sur le Français.

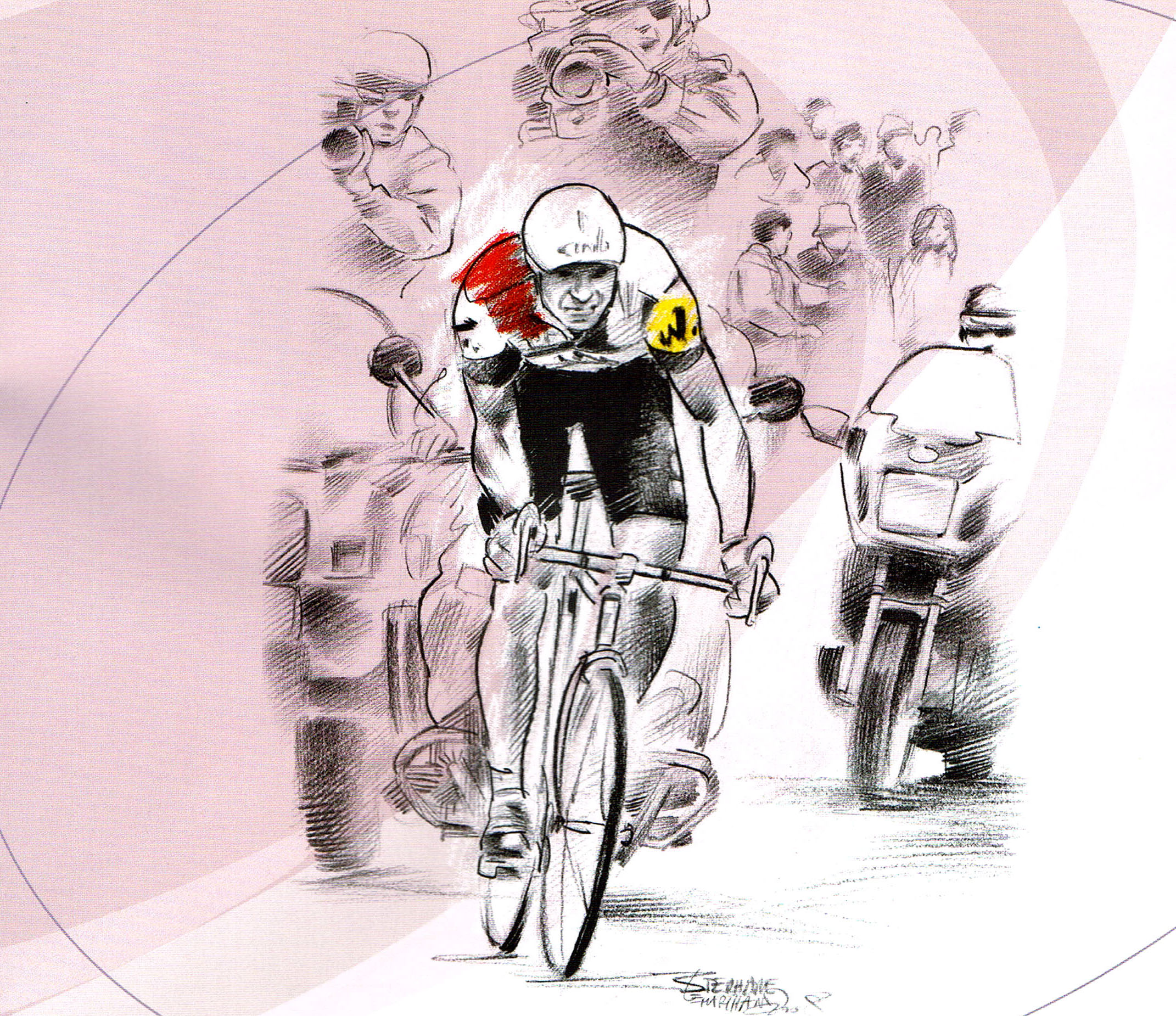
Bernard Hinault dans le contre-la-montre du Giro 1985.

Revenu à vingt-huit secondes de Visentini à la suite de la chute de ce dernier à quelques kilomètres de l'arrivée à Cervia, Hinault frappe un grand coup en remportant le contre-la-montre individuel de 38 kilomètres entre Capoue et Maddaloni, reléguant Moser à presque une minute et s'emparant du maillot rose. Avec l'aide de LeMond, il contrôle ses adversaires dans l'étape de montagne entre Frosinone et Gran Sasso, remporté par l'Italien Franco Chioccioli. Puis Hinault distance définitivement Visentini dans la dix-septième étape, n'ayant plus alors comme principal rival pour la victoire finale que Francesco Moser. Ce dernier remporte la dix-neuvième étape à Saint-Vincent au sprint, empochant vingt secondes de bonifications, puis se montre le plus rapide dans contre-la-montre individuel de 48 kilomètres à Lucques. Cependant, il ne parvient pas à revenir sur Hinault qui s'impose au classement général final. Moser termine à une minute et huit secondes et LeMond complète le podium, à de deux-minutes et cinquante-cinq secondes. Le Français signe sa troisième victoire en trois participations sur cette épreuve. Il rejoint au palmarès, Giovanni Brunero (1921, 1922, 1926), Gino Bartali (1936, 1937, 1946), Fiorenzo Magni (1948, 1951, 1955) et Felice Gimondi (1967, 1969, 1976).

#### Tour de France: l'égal d'Anquetil et Merckx
Bernard Hinault apparaît comme le favori du Tour 1985, car le tracé lui est favorable avec 160 kilomètres de contre-la-montre individuel, exercice où il excelle. De plus le vainqueur sortant, Laurent Fignon est absent à cause d'une tendinite. Les adversaires d'Hinault au départ de l'épreuve sont l'Espagnol Pedro Delgado, récent vainqueur de la Vuelta, l'Australien Phil Anderson, les Irlandais Stephen Roche et Sean Kelly, le Néerlandais Joop Zoetemelk, voire le propre équipier du Breton chez La Vie claire-Radar, l'Américain Greg LeMond.
Hinault frappe d'entrée en remportant le prologue de 6,8 kilomètres à Plumelec et endossant le maillot jaune. Il l'abandonne dès le lendemain au profit du Belge Eric Vanderaerden. Mais à la suite de la victoire de La Vie Claire-Radar lors du contre-la-montre par équipes à Fougères, puis des nombreux gains en bonifications du Danois Kim Andersen l'étape suivante, ce dernier s'empare de la tête du classement général. Lors du contre-la-montre individuel de 75 kilomètres entre Sarrebourg et Strasbourg, sur un parcours vallonné et couru par un fort vent, une chaussée rendue glissante par la pluie et du brouillard, Hinault fait une démonstration et l'emporte avec plus de deux minutes d'avance sur ses principaux rivaux. Il récupère le maillot de leader et possède plus de deux minutes d'avance sur le deuxième, Greg LeMond. Il contrôle la course avec l'aide de ses équipiers dans le massif du Jura. Puis, dans la première étape alpestre entre Pontarlier et Morzine-Avoriaz, Hinault imprime un rythme terrible dans le Pas de Morgins, décrochant de sa roue tous ses adversaires mis à part le grimpeur colombien Luis Herrera. L'entente entre les deux coureurs leur permet de creuser un écart important sur leurs poursuivants, franchissant le col du Corbier avec plus de deux minutes d'avance. Herrera remporte l'étape et Hinault qui termine deuxième, accroît son avance au classement général. Même si le Français est ensuite battu par Vanderaerden lors du contre-la-montre individuel à Villard-de-Lans à cause d'un vent capricieux, il prend encore du temps à Delgado, Roche et LeMond. À Saint-Étienne, il franchit la ligne d'arrivée le visage en sang à la suite d'une chute collective dans l'emballage final. Les examens médicaux révèlent une fracture du nez, mais Hinault ne veut pas abandonner. Dans les Pyrénées, il souffre de ses blessures, éprouvant des difficultés à respirer. Après une ascension calme du col d'Aspin, Delgado attaque dans le Tourmalet. Roche en fait de même, suivi de LeMond, qui a pour instructions du directeur sportif de la Vie Claire-Radar, Paul Köchli, de ne pas relayer l'Irlandais, afin de protéger son leader. Dans la montée vers Luz-Ardiden, Hinault, en difficulté, profite de l'énorme travail de son équipier suisse Niki Rüttimann afin de sauver son maillot jaune, même s'il concède plus de quatre minutes à Delgado, qui remporte l'étape devant Herrera. À l'arrivée LeMond, en colère, se plaint auprès de la presse : « Köchli m'a dit de ne pas rouler, de ne pas relayer Roche. Je perds le Tour à cause de lui. ». Hinault lui promet de l'aider à gagner l'année suivante s'il continue de jouer son rôle de coéquipier. Le lendemain, Hinault ne peut suivre l'attaque de Roche qui s'échappe dans le col d'Aspin. Mais toujours bien entouré, il parvient à limiter les dégâts à l'arrivée au col d'Aubisque, ne perdant qu'un peu plus d'une minute sur l'Irlandais et conservant une bonne marge d'avance au classement général. Le dernier contre-la-montre individuel de 47,5 kilomètres au Lac de Vassivière est dominé par LeMond devant Hinault pour cinq secondes. Ce dernier remporte son cinquième Tour de France, égalant le record de Jacques Anquetil et Eddy Merckx. Greg LeMond termine deuxième à une minute et quarante-deux secondes et Stephen Roche est troisième à quatre minutes et vingt-neuf secondes.
En août, Bernard Hinault dispute aux États-Unis la Coors Classic, remporte deux étapes alors que LeMond s'impose au classement général final,. Aux championnats du monde à Giavera del Montello en Italie, Hinault, en mauvaise forme, abandonne, alors que le Néerlandais Joop Zoetemelk devient champion du monde et se pare du maillot arc-en-ciel à 39 ans. En fin de saison, le Breton est en lice pour un sixième succès au Grand Prix des Nations. Mais, celui-ci étant disputé sous une chaleur caniculaire, il abandonne à mi-parcours, alors que le jeune Charly Mottet crée la surprise en s'imposant à Cannes, avec un temps s'approchant à treize secondes du record d'Hinault, établi l'année précédente.

### Dernière saison (1986)
Bernard Hinault annonce qu'il effectue en 1986 sa dernière saison en tant que cycliste professionnel. Après avoir commencé l'année avec des victoires au Trophée Luis Puig et au Tour de la Communauté valencienne, il abandonne lors de Tirreno-Adriatico, Milan-San Remo et le Tour de Catalogne, s'y plaignant du mauvais temps. Au Tour Midi-Pyrénées, il renoue avec la victoire en remportant la deuxième étape entre Tarbes et Pamiers, puis il aide son équipier suisse Niki Rüttimann à s'imposer au classement général,. Lors des classiques ardennaises, il se classe seizième de la Flèche wallonne remporté par Laurent Fignon de retour de blessure. Puis Hinault ne termine pas Liège-Bastogne-Liège, remporté par l'Italien Moreno Argentin. Lors des Quatre Jours de Dunkerque, il s'impose lors du prologue inaugural devant le Néerlandais Jelle Nijdam et Gilbert Duclos-Lassalle. Il cède la place de leader dès lendemain au profit de Régis Simon et abandonne la course par la suite. Il participe ensuite au Clásico RCN en Colombie où il est reçu comme une star. Durant l'épreuve, il s'impose lors d'une étape en contre-la-montre individuel à Bogota. Au Tour de Suisse, Hinault fait partie des premiers du classement général durant plusieurs jours, après une bonne prestation lors du prologue. Mais lors de la sixième étape entre Innertkirchen et Viège, dans les cols qui s'enchaînent, Hinault ne suit pas les offensives et termine avec le peloton à plus de onze minutes du vainqueur, l'Italien Franco Chioccioli. Il se mue en équipier modèle afin de favoriser la victoire de l'Américain Andrew Hampsten, qui a intégré l'équipe La Vie claire-Wonder-Radar cette saison.

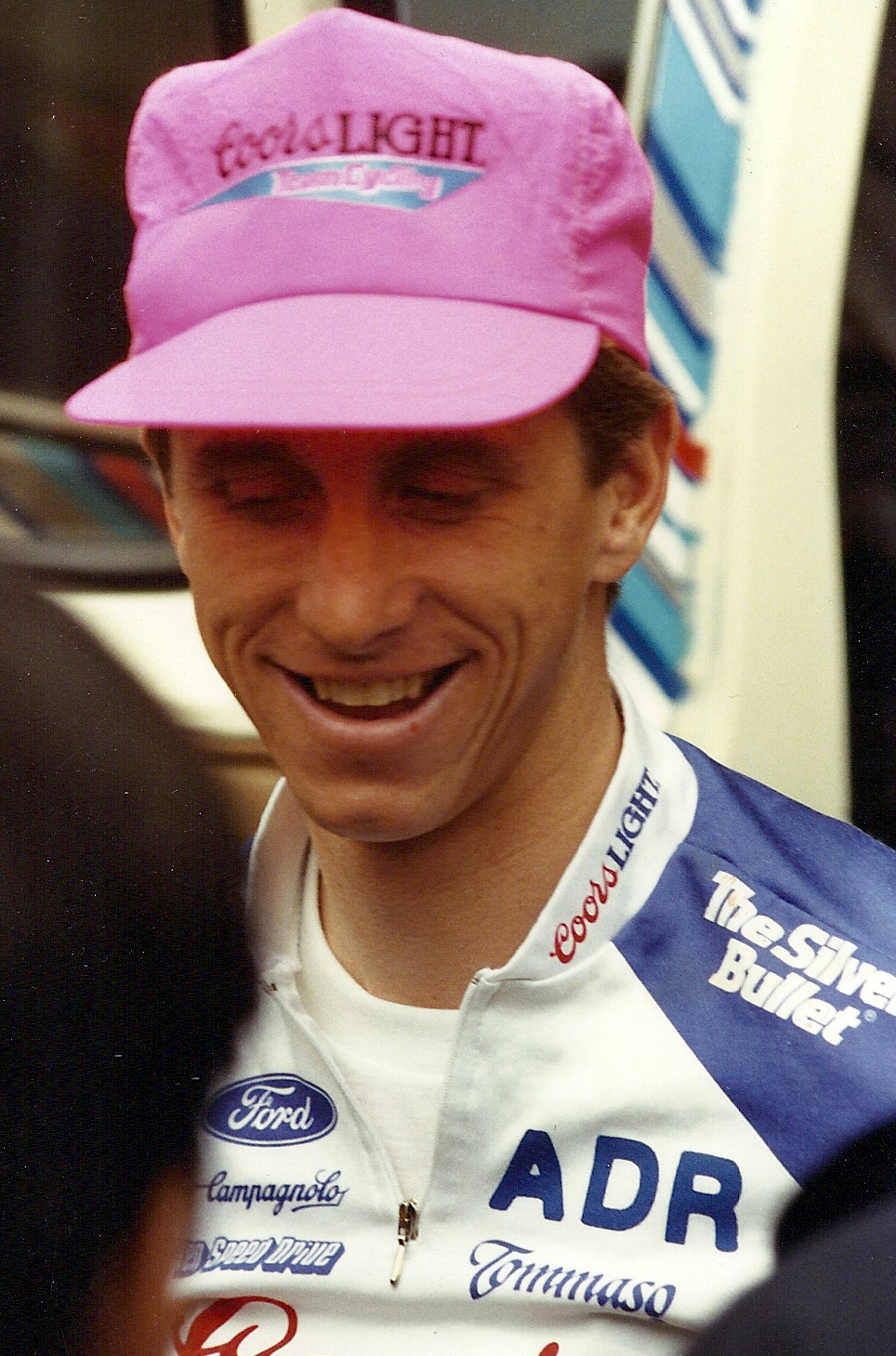
Greg LeMond (ici en 1989) remporte le Tour de France 1986.

Au départ du Tour 1986 à Boulogne-Billancourt, Hinault, qui a donné sa parole à Greg LeMond de l'aider à remporter l'épreuve, a tout de même le désir secret de battre le record de victoires sur la « Grand Boucle », en s'imposant une sixième fois. Ses principaux adversaires sont le français Laurent Fignon, vainqueur des éditions 1983 et 1984, l'Espagnol Pedro Delgado, le Suisse Urs Zimmermann et le Belge Claude Criquielion. Hinault entame l'épreuve en prenant la troisième place du prologue à deux secondes du vainqueur, Thierry Marie. Le lendemain, l'équipe Système U de Fignon et Marie remporte le contre-la-montre par équipes de 56 kilomètres entre Meudon et Saint-Quentin-en-Yvelines, alors que l'équipe La Vie claire-Wonder-Radar d'Hinault déçoit en ne se classant qu'à la cinquième place à une minute et cinquante-cinq secondes. Dans la sixième étape se déroulant en Normandie, Hinault sème la zizanie en se glissant dans une échappée de dix coureurs. Cela oblige l'équipe Système U à rouler en tête du peloton pendant 70 kilomètres afin de revenir sur les fuyards, ce qui a pour conséquence de provoquer plusieurs bordures à cause du vent. Fignon applique la même tactique entre Cherbourg et Saint-Hilaire-du-Harcouët, reprenant dix-huit secondes sur Hinault grâce aux bonifications. Une guerre psychologique s'installe alors entre les deux hommes. Lors du contre-la-montre individuel de 61,5 kilomètres à Nantes, Hinault frappe un grand coup en s'imposant devant son coéquipier LeMond, alors que Fignon n'est pas dans le coup. La douzième étape entre Bayonne et Pau marque l'entrée des coureurs dans les Pyrénées avec les ascensions des cols du Pays basque. Hinault dynamite la course en s'échappant dans la plaine entre le col de Burdincurutcheta et celui d'Ichère. Il est accompagné de son équipier Jean-François Bernard et des Espagnols Pedro Delgado et Eduardo Chozas. Après un énorme travail de Bernard, Hinault et Delgado s'isolent pour escalader le col de Marie-Blanque, puis se relaient parfaitement durant 30 kilomètres afin de rallier l'arrivée, où l'Espagnol s'impose alors que le Français s'empare du maillot jaune, reléguant LeMond à plus de cinq minutes au classement général. Tandis que Fignon, fiévreux, ne prend pas le départ le lendemain, Hinault ne veut pas gérer son avance et passe à l'offensive dans la descente du col du Tourmalet. Il franchit en solitaire les cols d'Aspin et de Peyresourde, mais il est ensuite repris par un groupe de coureurs comprenant ses équipiers LeMond et Hampsten, mais où sont aussi présents, Zimmermann, Robert Millar et Luis Herrera. Dans la montée finale longue de 13 kilomètres vers Superbagnères, Hinault ne peut suivre le rythme et se trouve rapidement lâché. Même s'il reçoit le renfort d'un autre équipier Niki Rüttimann, il perd à l'arrivée quatre minutes et trente-neuf secondes sur LeMond qui l'emporte, mais conserve tout de même son maillot jaune. Lors de la seizième étape de entre Nîmes et Gap, Hinault se glisse à nouveau dans une échappée, ce qui rend selon lui, LeMond « vert de rage ». Bernard Tapie annonce à la télévision que l'harmonie règne entre les coureurs et que les Alpes vont décider du vainqueur.

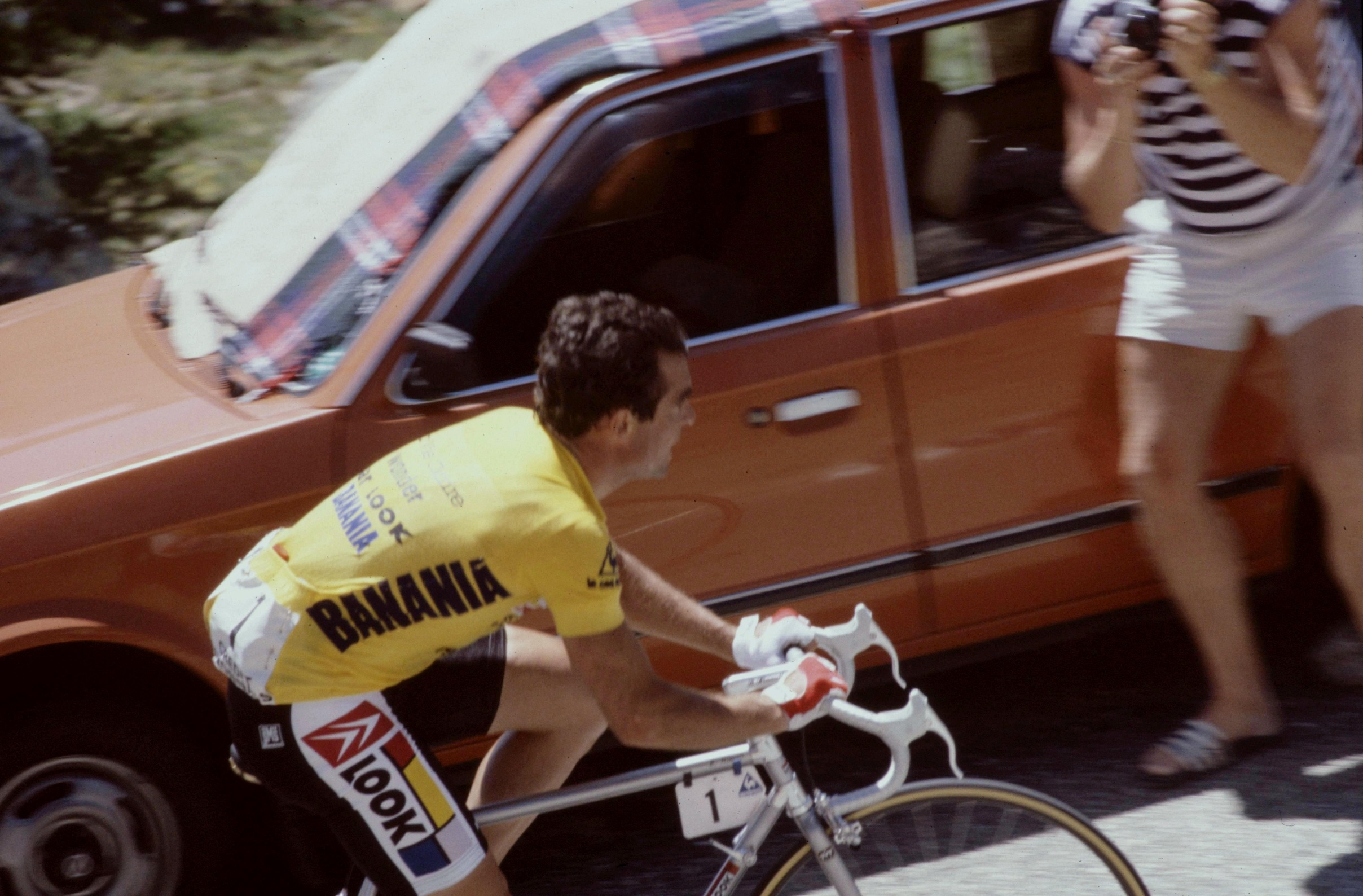
Bernard Hinault dans le col d'Izoard lors du Tour de France 1986.

Dans la première étape alpestre qui mène à Serre-Chevalier, Hinault souffre du genou et se trouve en difficulté dans le col de Vars, puis passe avec plus d'une minute de retard sur le groupe des favoris à l'Izoard. LeMond profite du travail de Zimmermann dans le col du Granon pour s'emparer du maillot jaune à l'arrivée, Hinault pointe à la troisième place à deux minutes et quarante-sept secondes. Le lendemain, la douleur a disparu et Hinault part seul dans la descente du col du Galibier. Il est rejoint un peu plus tard par LeMond et ensemble ils franchissent le col de la Croix-de-Fer, puis effectuent la montée de l'Alpe d'Huez, où ils passent la ligne d'arrivée main dans la main, Hinault remportant l'étape. Zimmermann, dernier adversaire dangereux au classement général pour les coureurs de La Vie claire, arrive avec plus de cinq minutes de retard. Hinault, qui présente un retard de presque trois minutes sur LeMond, lui lance un dernier défi lors du contre-la-montre individuel de 58 kilomètres se déroulant à Saint-Étienne, indiquant à la presse : « Nous verrons qui est le plus fort ». Le Français s'impose mais avec seulement vingt-six secondes d'avance sur Greg LeMond, qui est victime d'une chute sur le parcours. À Paris, ce dernier devient le premier Américain à remporter le Tour de France. Bernard Hinault achève sa dernière « Grand Boucle » à la deuxième place à trois minutes et dix secondes du vainqueur. Le Breton monte sur le podium avec le maillot à pois, grâce à sa victoire au classement de la montagne. Lors de cette édition, l'équipe La Vie claire remporte aussi six étapes, le classement par équipes au temps, le classement du combiné avec LeMond, le classement du meilleur jeune avec Andy Hampsten, ce dernier se classant quatrième au classement général final et Niki Rüttimann septième,.
Hinault se rend aux États-Unis et devient le premier coureur européen à remporter la Coors Classic. Cette course lui sert de préparation pour le dernier objectif de sa carrière, les championnats du monde qui se déroulent dans le Colorado, sur un parcours usant, favorable aux qualités du Français. Cependant, il ne se classe que cinquante-neuvième, piégé comme beaucoup d'autres coureurs par l'attaque lointaine du vainqueur, l'Italien Moreno Argentin. Hinault remporte sa dernière course à Angers, terminant légèrement détaché devant Ronan Pensec et Pierre Le Bigaut. Le dimanche 9 novembre 1986, Bernard Hinault prend sa retraite sportive lors d'un cyclo-cross organisé à Quessoy, près d'Yffiniac. Accompagné de trente-deux coureurs et devant 20 000 spectateurs venus l'acclamer, il raccroche son vélo au clou à l'issue de la course.

### Caractéristiques

#### Morphologie
Bernard Hinault a une fréquence cardiaque de 34 pulsations par minute, une capacité pulmonaire de 7,5 litres et une VO2max spécifique de 90 ml min−1 kg−1 (pour une moyenne de 80 chez les professionnels). Il a des fémurs très longs par rapport à ses tibias. Avec cette caractéristique biomécanique, il présente un quotient supérieur à Merckx et Coppi, ce qui lui procure un grand bras de levier. Durant sa carrière Hinault roule entre 40 000 et 42 000 kilomètres par an. Il préfère la course à l'entraînement, car c'est plus passionnant que s’entraîner selon lui.

#### Caractère
« Je montais sur mon vélo pour gagner. Tant que la ligne d’arrivée n’est pas franchie, la course n’est ni gagnée, ni perdue. Le plaisir de dominer les autres me prodiguait une jouissance mentale, me permettait de serrer les dents sous la douleur. »

— Bernard Hinault
Bernard Hinault attribue ses performances à ses aptitudes physiques, à son goût de la compétition et à son « moral de tueur » qui lui faisait oublier la douleur. Mais il précise que sans une bonne équipe, il n'aurait pas remporté toutes ses victoires. C'est pour cela qu'il considère qu'il faut partager la manne financière gagnée avec les équipiers et l'encadrement technique. Il partageait sa chambre d'hôtel lors des compétitions avec des équipiers différents, afin que tout le monde se sente bien et participe à la performance de l'équipe.
Hinault apprécie son surnom « le Blaireau » donné par ses équipiers Maurice Le Guilloux et Georges Talbourdet alors qu'il est néo-pro : « Ça ne me dérange pas du tout. Quand on connaît l'animal, quand on le chasse. J'ai eu les mêmes réactions. Quand on m'emmerde, je rentre dans mon trou. Mais quand je sors, je mords. » Perfectionniste, il va travailler son aérodynamisme à l'Institut aérotechnique de Saint-Cyr-l'École, afin d'améliorer sa position sur le vélo et d'augmenter sa puissance de pédalage. Il participe également à l'élaboration d'une pédale automatique avec la société Look.
Bernard Hinault est connu par son anticonformisme et « ses coups de sang ». En 1977, à la grande colère de Cyrille Guimard, il se fait remarquer en ne participant pas au Tour des Flandres alors qu'il est inscrit au départ de cette course. Dans le Tour 1978, il met pied à terre avec les autres coureurs à l'arrivée d'une étape à Valence-d'Agen pour protester contre les horaires de course et le manque de récupération En 1981, malgré sa victoire à Paris-Roubaix, il déclare sur cette course « J'ai pas changé d'avis : c'est une course à la con ! ». En 1984, lors de Paris-Nice, alors qu'il fait partie d'un groupe d'échappés, il est stoppé net par des grévistes. Bousculé violemment, il se fait justice lui-même en tapant du poing l'un des manifestants. Concernant sa popularité, il déclare : « Je cours parce que j'ai envie de gagner, pas pour être populaire ».

#### Avis sur la nouvelle génération
Bernard Hinault étant le dernier vainqueur Français du Tour de France (1985) ainsi que l’un des plus emblématiques sportifs tricolores, il est interrogé tous les ans à l’approche de la Grande Boucle sur son éventuel successeur. Son constat est cependant sans appel : il n’y a aucun coureur Français capable de gagner le Tour de France car aucun n’est assez fort à la fois en montagne et en contre-la-montre. Il compare les coureurs Français à des 750 cm3 et les favoris des Grands Tours à des 1 000 cm3. Bien que ces dernières années, Jean-Christophe Péraud, Thibaut Pinot, Romain Bardet et Julian Alaphilippe s’en sont rapprochés, Hinault n’a jamais pensé un seul moment que ses cadets puissent l’emporter, tout simplement parce qu’il y avait des adversaires « plus forts qu’eux ». Pour « le Blaireau », le plus proche de la victoire finale a été Romain Bardet en 2016 lorsqu’il remporte la 19e étape et atteint la 2e place du général en attaquant dans la descente de Domancy. Le maillot jaune Christopher Froome perd du temps à la suite d'une chute dans la même descente et s’il avait été contraint à l’abandon, le maillot jaune serait revenu à Bardet.
Quant à Julian Alaphilippe, il ne doit sa 5e place en 2019 qu’à la neutralisation de la 19e étape due à une coulée de boue, autrement il « aurait fini à 15 minutes ce jour-là ». Hinault regrette alors qu’Alaphilippe ait des lacunes en haute-montagne car il a la mentalité de « guerrier » nécessaire pour gagner. Au sujet de Thibaut Pinot, Bernard Hinault estime « qu’il n’est pas fait pour le Tour » car il est en difficulté si les compétitions sont trop longues mais qu’il reste un « très bon coureur » capable « d’aller chercher des étapes » et des classiques grâce à son punch. Hinault pense la même chose pour David Gaudu et Guillaume Martin, à savoir qu’ils devraient complètement se désintéresser du classement général, perdre « 20 minutes sur les étapes de plaine » pour ne pas être dangereux pour les favoris comme le faisait Richard Virenque et aller « chercher des étapes » qui marquent le public.
Ainsi, Hinault encense Franck Bonnamour, qui a été élu super-combatif du Tour 2021 et qui selon lui restera dans les mémoires. Pour Hinault, un top 10 ou un top 5 au classement général n’a aucune valeur et déclare « Ça me fait mal au cœur d’entendre des gens qui te disent « Ah moi je viens pour faire un top 5 ». Ça veut dire qu’il ne veut pas gagner ! […] Tu dis rien ! Tu dis « Je viens pour faire la course et on verra bien le résultat ! » ». Il incite ainsi les coureurs français à s’amuser en allant chercher des étapes, estimant que celui qui gagne une étape de montagne le 14 juillet deviendrait un « dieu » alors que celui qui obtient une place d’honneur, même dans le top 5 tomberait dans l’oubli.
Après une décennie dominée par l’équipe Sky et sa technique du rouleau-compresseur qui cadenassait la course, une nouvelle génération de coureurs éclot à la fin des années 2010, incarnée par Julian Alaphilippe, Tadej Pogačar, Remco Evenepoel, Wout van Aert ou encore Mathieu van der Poel, bousculent les codes comme Peter Sagan quelques années avant eux. Ayant préféré s’entraîner en participant à des courses plutôt qu’à des stages, Hinault apprécie leur envie de s’amuser, le fait qu’ils attaquent à l’instinct sans se poser de questions, sans attendre les consignes de leur directeur sportif par l’oreillette, ce qui lui rappelle le cyclisme de son époque et de celle d’Eddy Merckx. Il estime d’ailleurs que les oreillettes et les capteurs de puissance, au même titre que le mobilier urbain, sont les premiers responsables des chutes.
Hinault voit deux choses primordiales pour réussir en cyclisme : prendre du plaisir, courir pour s’amuser et s’entraîner sérieusement, travailler dur. Pour « le Blaireau », le problème du cyclisme français est « que l’on ne pousse pas l’entraînement au maximum » et qu’il y a « trop d’équipes » (10 professionnelles), ce qui selon lui empêche la concurrence, assure une place pour tous les coureurs et ne les incite pas à se battre pour la conserver. Au contraire des coureurs français appartenant à des équipes étrangères, qui « marchent tous », y compris les simples équipiers comme Julien Bernard, qui « fait son boulot », « est présent » sans être « une grosse moto ». Hinault tient également à défendre ces coureurs français de l’étranger : « C’est pas une question de dopage comme certains ont pu dire en France. On dit « Ah oui, mais ils sont dans une équipe étrangère, ça y est, c’est le dopage ! ». Non ! C’est que si t’es pas bon, tu rentres à la maison. Et à la fin de l’année t’es viré ! ». S’il était directeur sportif, Hinault assure qu’il « virerait » immédiatement ceux qui ne lui apportent pas satisfaction.
Bernard Hinault défend également les Slovènes, sous le feu des suspicions depuis qu’ils dominent le cyclisme alors que leur pays, sans grand passé cycliste, ne compte que 2 millions d’habitants et n’est a peine plus grand que la Bretagne. Une citation de Primož Roglič l’a marqué « Si on ne se bat pas, on crève ». Le Breton ajoute : « Ça veut tout dire, c’est tout, ils vont au charbon, ils s’entraînent peut-être plus que les autres », enchaîne avec une citation d’Eddy Merckx : « Quand j’avais un objectif dans la tête, je ne me préoccupais pas combien il fallait que je fasse de bornes. Je veux gagner et pour gagner, il faut que je m’entraîne. Donc j’y vais ! » et incite les coureurs français à suivre les exemples de Christopher Froome ou Julian Alaphilippe qui font « 270 bornes » à l’entraînement dès le mois de février.
Espérant voir un Français gagner le Tour avant de mourir, il voit Lenny Martínez comme un jeune prometteur mais se demande « Est-ce qu’il faut rester en France ? Est-ce qu’il ne faut pas aller voir à l’étranger parce que les méthodes sont un peu plus dures ? ». Pointant du doigt la mentalité française, il évoque notamment Christophe Laporte, passé de l'équipe française Cofidis à l'équipe néerlandaise Jumbo-Visma et qui avait déclaré avoir eu du mal à effectuer un stage de trois semaines le privant de sa famille : « Faut savoir ce que tu veux ! T’es coureur ou t’es en famille ? […] Certains disent « Faut que je rentre, faut que j’aille chercher les enfants à l’école »… Peut-être que ce serait mieux que tu sois à l’entraînement ! » s’agace Hinault.
Le quintuple vainqueur du Tour regrette également que les coureurs français « se battent entre eux » sur les courses françaises et laissent de ce fait les étrangers gagner, se rappelant que lorsqu’il participait aux classiques belges, néerlandaises ou italiennes, il avait « tout le monde contre [lui] ».

### Hinault face au dopage
Bernard Hinault n'a jamais été contrôlé positif, mais selon le médecin du sport français Jean-Pierre de Mondenard, il a eu à affronter à plusieurs reprises la suspicion du dopage. Selon ce médecin qui a recensé les vainqueurs du Tour de France entre 1947 et 2010, ils « ont tous eu maille à partir avec le dopage. Par conséquent, si l'on veut aller jusqu'au bout, chacun d'eux devrait se voir retirer son titre, comme Armstrong ». Au Tour de France 1980, à cause d’une tendinite récalcitrante au genou droit, Hinault se fait infiltrer de la cortisone, par Philippe Miserez, docteur de l'équipe Renault et médecin-chef du Tour de France depuis 1972. Cette infiltration a pu à terme accélérer la dégradation des réserves de son organisme et le contraindre à abandonner à Pau. Pour Mondenard, c'est même l'utilisation régulière de la cortisone permettant de mettre de plus grands braquets et la trop grande sollicitation des tendons, qui ont provoqué la blessure d'Hinault. En 1982, Hinault participe au Critérium de Callac juste après sa victoire au Tour 1982. Il refuse de se soumettre à un contrôle avant le début de la course et prend position pour un mouvement de protestation contre les contrôles antidopage. L'inspecteur médical établit un certificat de carence et la Fédération française de cyclisme le soumet aux mêmes sanctions qu'un coureur déclaré positif. Hinault, comme Jean-René Bernaudeau, Bernard Vallet, Patrick Clerc et Pierre Le Bigaut, écope d'une suspension d'un mois avec sursis et d'une amende de 1 100 francs suisses. Cependant avec la menace d'Hinault de ne pas participer aux championnats du monde, la Fédération française de cyclisme décide en 1983 de ne pas appliquer la sanction.
En 1999, lors d'une interview au journal L'Équipe, il se déclare en faveur du rééquilibrage hormonal « à une seule condition, que ce soit strictement contrôlé ». Il s'aligne ainsi avec le médecin de l'équipe Peugeot, le docteur François Bellocq, adepte de cette pratique prohibée. À la suite de multiples affaires de dopage qui émaillent le cyclisme, entre les affaires Festina, Puerto, les suspicions sur Laurent Jalabert et les aveux du septuple vainqueur du Tour de France Lance Armstrong,, Hinault a toujours défendu son sport, s'emportant même à plusieurs reprises face aux médias,.

### Sélectionneur de l'équipe de France
En 1988, il succède à Jacques Anquetil au poste de sélectionneur de l'équipe de France professionnelle. En 1989, il doit faire face à une fronde au sein de son équipe, Marc Madiot et Martial Gayant refusant de se sacrifier pour Laurent Fignon qui fait selon eux bande à part. Hinault conserve cette fonction jusqu'au Championnat du monde de 1993, son successeur est Bernard Thévenet.
Il indique quitter ses fonctions car il ne se reconnaît plus dans les coureurs, les trouvant « embourgeoisés », qui manquent de respect à la sélection selon lui.

### Retraite sportive

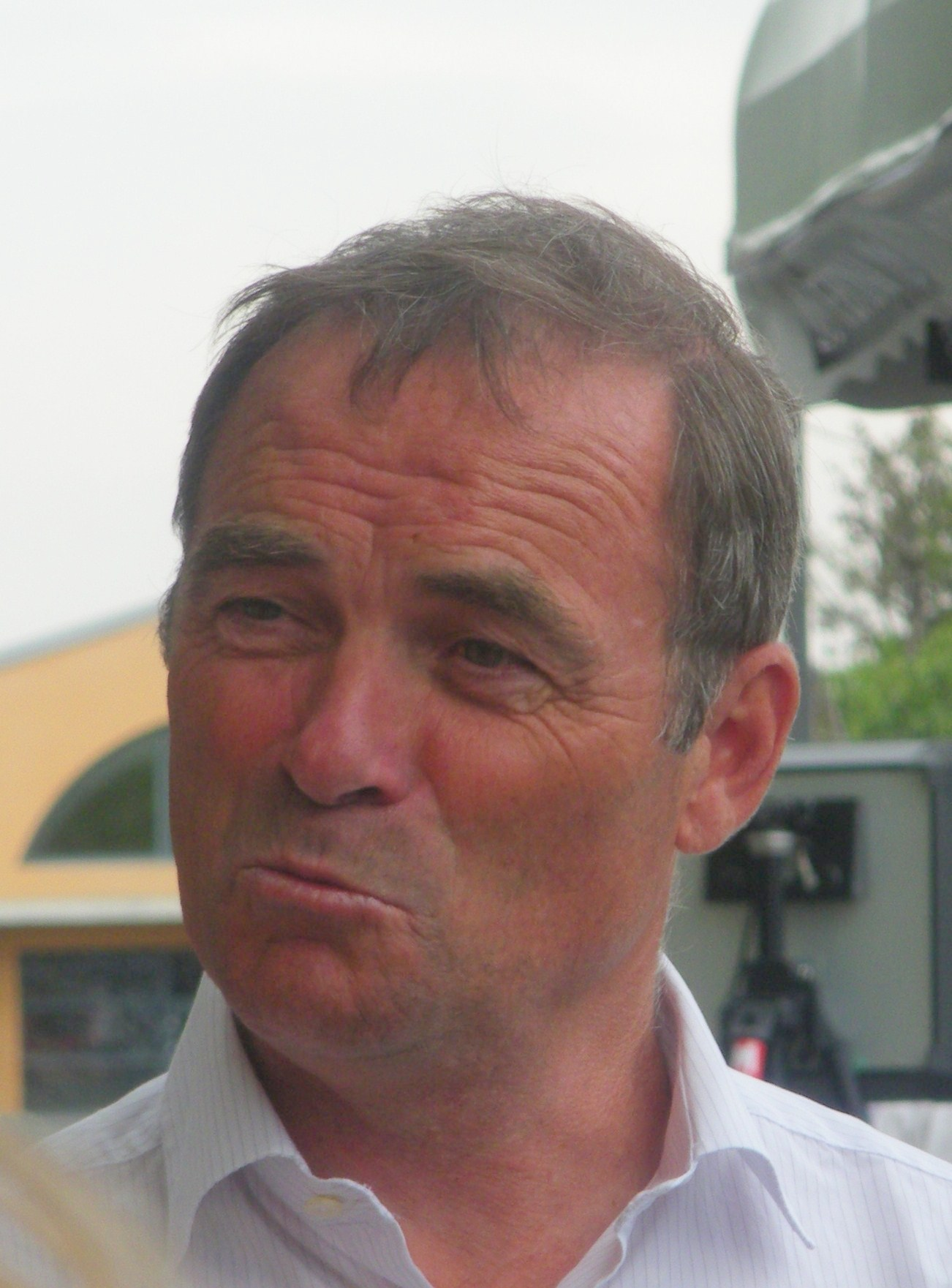
Hinault au village départ de l'étape Monteux-Sorgues du Dauphiné 2010.

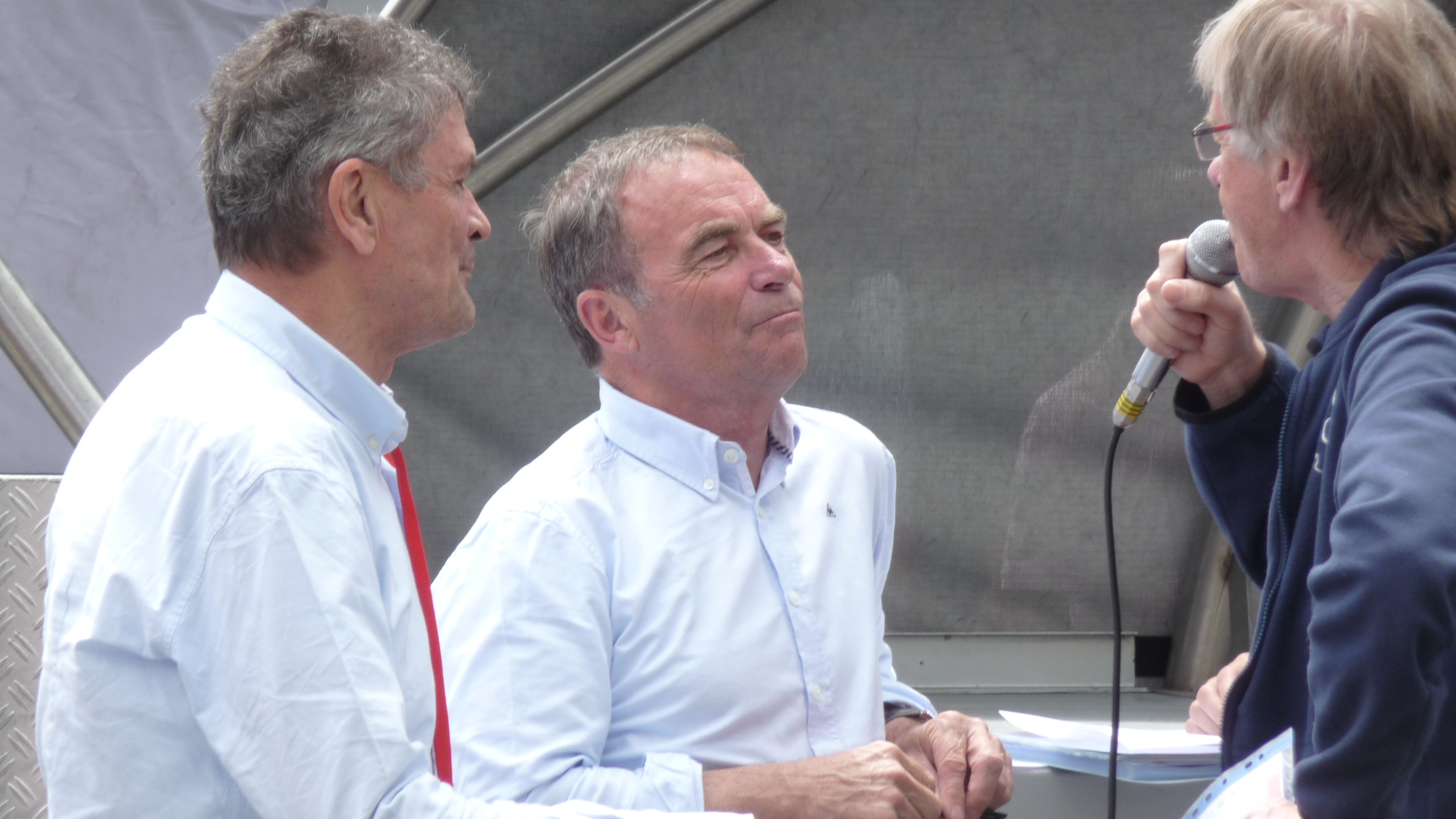
Hinault lors du Dauphiné 2013, entouré de Bernard Thévenet (à gauche) et Daniel Mangeas (à droite).

Dès le début de sa carrière, Bernard Hinault pense à sa reconversion dans l'agriculture. Son métier de coureur cycliste derrière lui, il exerce la profession d'éleveur bovin à Calorguen dans les Côtes-d'Armor sur une exploitation de 50 hectares. Son activité lui prend beaucoup de son temps, il s'occupe des bêtes, traite les céréales, fait le foin. Il souhaite produire 400 000 litres de lait, mais les quotas l'obligent à n'en faire que 90 000. En 2006, il décide de ne plus y travailler, même s'il en reste le propriétaire. Avec un associé, il rachète également dix sociétés de distribution d'ingrédients pour les boulangers-pâtissiers. En 2009, il devient actionnaire de la holding « Forum des Eaux - Bernard Hinault » qui ouvre des centres de balnéothérapie et dont il est un des ambassadeurs. Depuis 2015, il est également ambassadeur de la marque Easyshower spécialisée dans l'aménagement des salles de bains à destination des seniors.

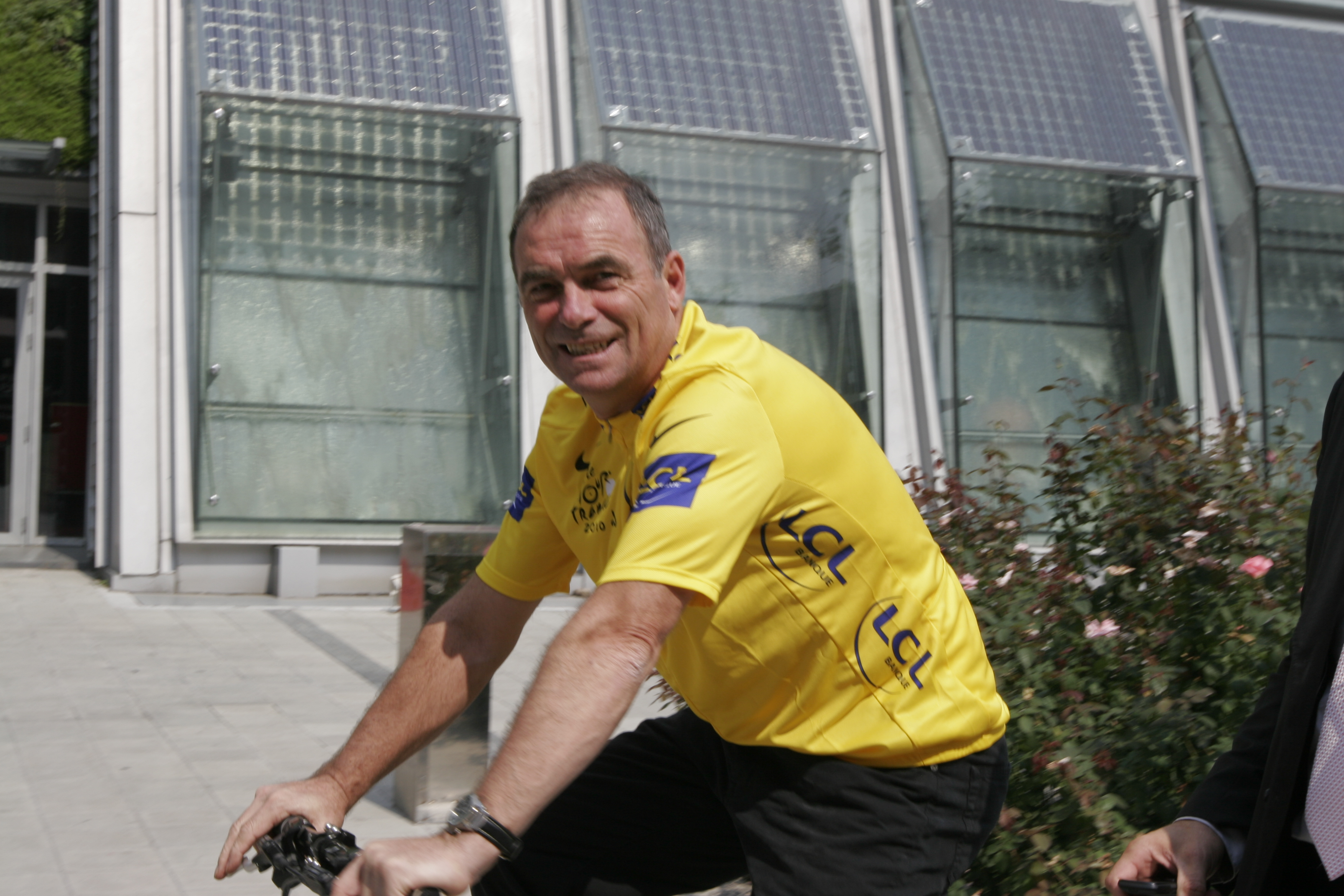
Bernard Hinault en 2010.

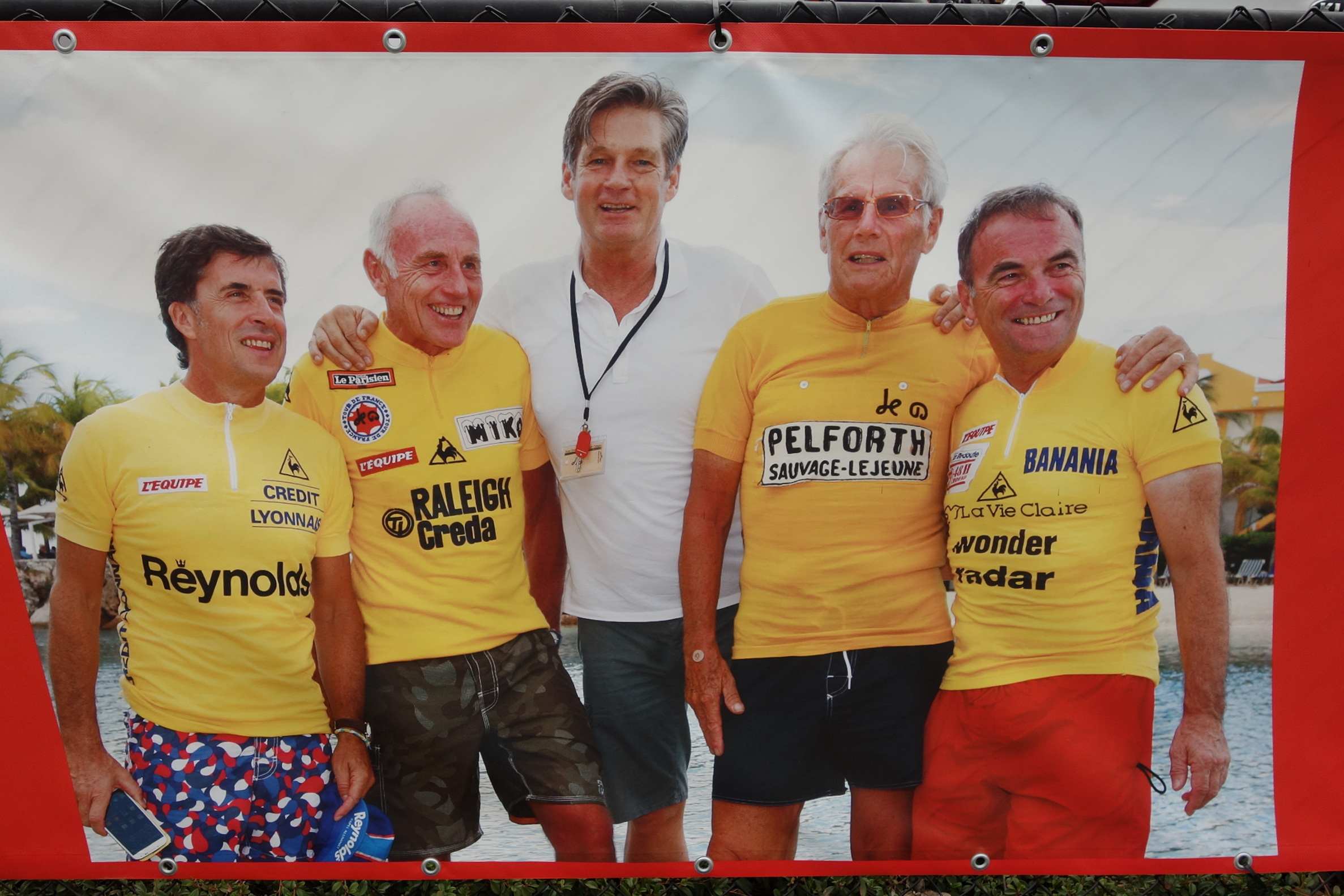
Bernard Hinault en mai 2021 lors de l’hommage à Leo van Vliet au sommet du Cauberg.

Cependant, Bernard Hinault ne se coupe pas totalement du monde cycliste. À partir de 1987, il s'occupe des relations publiques et devient responsable du protocole pour Amaury Sport Organisation. Pendant le Tour de France, il reçoit chaque jour les invités privilégiés auxquels il explique les subtilités de la compétition cycliste et remet les maillots aux lauréats lors des arrivées d’étape. Parlant de cette activité, Hinault déclare : « Je ne suis pas mondain mais j'aime bien discuter avec les personnalités. Et puis si j'ai envie de leur rentrer dedans, je le fais. ». Il arrête ses fonctions après l'édition 2016, souhaitant profiter de son petit-fils. Bernard Hinault dévoile la nouvelle collection 2020 du Coq Sportif « lifestyle et performance ». Dans un maillot déjà collector portant la mention : « Tant que je respire, j’attaque ».
N'ayant plus guère touché son vélo depuis 1986, depuis qu'il a pris sa retraite d'agriculteur, il a renoué de façon plus soutenue avec le vélo en participant à des cyclosportives, dont celle qui porte son nom à but humanitaire, organisée au mois de juin dans les Côtes-d'Armor,. Il est également partenaire de l'enseigne "Vélo Hinault" commercialisant les vélos à son nom.
Bernard Hinault est l'un des ambassadeurs de l’association bretonne Cardiac des Monts – Agir pour le cœur pour inciter les Français à faire davantage de sport pour leur santé.
Cardiac des Monts organise des randonnées à vélo, ouvertes à tous, dont le seul challenge et d’assurer la prévention des maladies cardiaques.
En fin d'année 2023, Bernard Hinault annonce s'être engagé un temps sur la liste « Alliance rurale » pour les élections européennes de 2024 puis s'être rétracté avant la présentation officielle des premiers candidats de cette liste. Willy Schraen, président de la Fédération nationale des chasseurs et en première position de cette liste, considère qu'Hinault « fait partie de tous ces gens qui soutiennent la cause ».

### Vie privée
Le 7 décembre 1974, il épouse Martine Lessard, secrétaire-comptable à la Société laitière de l'Ouest, rencontrée deux ans auparavant lors du mariage d'un cousin. Le couple a deux fils : Mickael, né le 18 mai 1975 et Alexandre, né le 13 avril 1981 au lendemain de la victoire de Bernard Hinault à Paris-Roubaix. 
Une amitié profonde se tisse entre Bernard Hinault et Jacques Anquetil à la suite de leur première rencontre, la veille des championnats du monde sur route 1976 à Ostuni en Italie. Hinault est le parrain de Christopher Anquetil, fils de Jacques, puis est présent auprès de ce dernier à son domicile à La Neuville-Chant-d'Oisel, peu de temps avant sa mort en novembre 1987.

## Anecdotes
Lors du Tour de France 1981, Bernard Hinault aurait avalé le bouchon de son bidon. Cependant, le coureur breton a toujours nié cela.
Depuis l'édition Liège-Bastogne-Liège 1980 qu’il a remportée, Bernard Hinault a encore deux doigts engourdis jusqu’à ce jour. Ce problème est dû aux conditions météorologiques particulièrement difficiles, neige et températures glaciales, dans lesquelles cette course s'est déroulée.

## Palmarès, résultats, distinctions et hommages

### Palmarès junior et amateur
Bernard Hinault remporte trente-six victoires durant sa carrière amateur.
- 1972
  -  Champion de France sur route juniors
  -  Champion de Bretagne sur route juniors
  - Élan breton (contre-la-montre)
- 1974
  -  Champion de France de poursuite amateurs
  -  Champion de Bretagne de poursuite
  -  Champion de Bretagne du kilomètre
  - Une étape du Triomphe breton
  - 4e étape de la Route de France
  - 1re étape du Tour de Tarragone
  - 2e de la Route de France

### Palmarès professionnel
Bernard Hinault remporte 216 victoires durant sa carrière professionnelle, dont 144 hors critériums.
| - 1975 - Promotion Pernod - Champion de France de poursuite - Classement général du Circuit de la Sarthe - 2e du Grand Prix d'Antibes - 2e de Paris-Bourges - 3e du Grand Prix d'Isbergues - 6e du Grand Prix des Nations - 7e de Paris-Nice - 1976 - Prestige Pernod - Champion de France de poursuite - Circuit de la Sarthe : - Classement général - 3ea étape (contre-la-montre) - Paris-Camembert - Tour d'Indre-et-Loire : - Classement général - 2eb étape (contre-la-montre) - Tour de l'Aude : - Classement général - 1re étape - Tour du Limousin : - Classement général - 1re étape - 2e étape de l'Étoile des Espoirs - 3e du Grand Prix du Midi libre - 6e du championnat du monde sur route - 6e du Grand Prix des Nations - 10e des Quatre Jours de Dunkerque - 1977 - Prestige Pernod - Gand-Wevelgem - Liège-Bastogne-Liège - 2eb étape du Tour d'Indre-et-Loire - Critérium du Dauphiné libéré : - Classement général - 1re et 5e étapes - Tour du Limousin : - Classement général - 1re étape - Grand Prix des Nations (contre-la-montre) - 2eb étape de l'Étoile des Espoirs (contre-la-montre) - 2e du Tour du Tarn - 2e du Tour d'Indre-et-Loire - 3e de Paris-Bruxelles - 3e de la Route nivernaise - 3e du Super Prestige Pernod - 5e de Paris-Nice - 7e du Grand Prix du Midi Libre - 8e du championnat du monde sur route - 1978 - Prestige Pernod - Challenge Sedis - Champion de France sur route - Critérium national : - Classement général - 3e étape (contre-la-montre) - Tour d'Espagne : - Classement général - Prologue, 11eb (contre-la-montre), 12e, 14e et 18e étapes - Tour de France : - Classement général - 8e (contre-la-montre), 15e et 20e (contre-la-montre) étapes - Grand Prix des Nations (contre-la-montre) - Circuit des genêts verts - 2e de Paris-Nice - 2e d'À travers Lausanne - 2e du Super Prestige Pernod - 3e du Tour de Lombardie - 5e du championnat du monde sur route - 1979 - Super Prestige Pernod - Prestige Pernod - Challenge Sedis - 3e étape du Critérium national (contre-la-montre) - Flèche wallonne - Tour de l'Oise : - Classement général - Prologue - Circuit de l'Indre - Critérium du Dauphiné libéré : - Classement général - 3e, 5eb, 6e et 7eb (contre-la-montre) étapes - 3e étape du Tour de Luxembourg - Tour de France : - Classement général - Classement par points - 2e (contre-la-montre), 3e, 11e (contre-la-montre), 15e (contre-la-montre), 21e (contre-la-montre), 23e et 24e étapes - Grand Prix des Nations (contre-la-montre) - 3eb (contre-la-montre) et 4e étapes de l'Étoile des Espoirs - Tour de Lombardie - 2e du Critérium national - 2e de Liège-Bastogne-Liège - 2e du Tour de Luxembourg - 2e du championnat de France sur route - 3e du Tour du Tarn - 3e d'À travers Lausanne - 6e de Paris-Nice - 6e de Paris-Tours - 7e de Milan-San Remo - 8e de Gand-Wevelgem - 1980 - Champion du monde sur route - Super Prestige Pernod - Prestige Pernod - Challenge Sedis - 3e étape du Critérium national (contre-la-montre) - 1reb étape du Tour du Tarn - Liège-Bastogne-Liège - Classement général du Tour de Romandie - Tour d'Italie : - Classement général - 14e étape - Circuit des genêts verts - Prologue et 3e étape du Tour de l'Aude - Prologue, 4e (contre-la-montre) et 5e étapes du Tour de France - 1re étape du Tour du Limousin - 2e du championnat de France sur route - 3e de la Flèche wallonne - 4e de Paris-Roubaix - 5e de l'Amstel Gold Race - 7e du Critérium national | - 1981 - Super Prestige Pernod - Prestige Pernod - Challenge Sedis - 1re étape du Tour méditerranéen - Critérium international : - Classement général - 1re, 2e et 3e (contre-la-montre) étapes - Amstel Gold Race - Paris-Roubaix - Critérium du Dauphiné libéré : - Classement général - 4e, 5e, 6e et 7e étapes - Tour de France : - Classement général - Classement du combiné - Prix de la combativité - Prologue, 6e (contre-la-montre), 14e (contre-la-montre), 18e et 20e (contre-la-montre) étapes - 3e du Circuit du Sud-Est - 3e du Tour de Corse - Médaillé de bronze du championnat du monde sur route - 3e du Grand Prix Eddy Merckx - 4e du Grand Prix des Nations - 1982 - Super Prestige Pernod - Prestige Pernod - Challenge Sedis - La Marseillaise - Tour de Corse : - Classement général - 3e étape (contre-la-montre) - Tour d'Armor : - Classement général - Prologue - 4eb étape du Tour de Romandie (contre-la-montre) - Tour d'Italie : - Classement général - Prologue (contre-la-montre par équipes), 3e (contre-la-montre), 12e, 18e et 22e (contre-la-montre) étapes - Tour de Luxembourg : - Classement général - 2e étape - Tour de France : - Classement général - Classement du combiné - Prologue, 14e (contre-la-montre), 19e (contre-la-montre) et 21e étapes - Grand Prix des Nations (contre-la-montre) - Critérium des As - 3e du Tour de l'Aude - 4e du Tour de Romandie - 8e du Critérium international - 9e de Paris-Roubaix - 10e de Paris-Bruxelles - 1983 - 3e étape du Tour Midi-Pyrénées - Grand Prix Pino Cerami - Flèche wallonne - Tour d'Espagne : - Classement général - 15eb (contre-la-montre) et 17e étapes - 1984 - Prestige Pernod - 5e étape du Tour de la Communauté valencienne - Classement général des Quatre Jours de Dunkerque - Tour de France : - Prix de la combativité - Prologue - Grand Prix des Nations (contre-la-montre) - Trophée Baracchi (avec Francesco Moser) - Tour de Lombardie - 2e du Critérium du Dauphiné libéré - 2e du Tour de France - 2e du Super Prestige Pernod - 3e de Paris-Nice - 3e du classement FICP - 4e du Championnat de Zurich - 7e du Critérium international - 8e du Grand Prix du Midi Libre - 1985 - Tour d'Italie : - Classement général - 12e étape (contre-la-montre) - Tour de France : - Classement général - Prologue, 3e (contre-la-montre par équipes) et 8e (contre-la-montre) étapes - 4e et 12e (contre-la-montre) étapes de la Coors Classic - 2e de la Vuelta a Campo Morvedre - 3e du classement FICP - 9e de la Coors Classic - 1986 - Trophée Luis Puig - Classement général du Tour de la Communauté valencienne - 2e étape du Tour Midi-Pyrénées - Prologue des Quatre Jours de Dunkerque - 7e étape du Clásico RCN (contre-la-montre) - Tour de France : - Classement de la montagne - Prix de la combativité - 9e (contre-la-montre), 18e et 20e (contre-la-montre) étapes - Coors Classic : - Classement général - 9e et 14e étapes (contre-la-montre) - 2e du Tour de France |

### Résultats sur les grands tours

#### Tour de France
Bernard Hinault remporte le Tour de France à cinq reprises en huit participations, détenant le record de victoires avec Jacques Anquetil, le Belge Eddy Merckx et l'Espagnol Miguel Indurain. Il s'impose lors de 28 étapes (+ un contre-la-montre par équipes) et porte le maillot jaune pendant 78 jours. Il a également remporté sept classements annexes sur l'épreuve.
- 1978 :  Vainqueur du classement général, vainqueur des 8e (contre-la-montre), 15e et 20e (contre-la-montre) étapes,  maillot jaune pendant 3 jours.
- 1979 :  Vainqueur du classement général, vainqueur du  classement par points, des 2e (contre-la-montre), 3e, 11e (contre-la-montre), 15e (contre-la-montre), 21e (contre-la-montre), 23e et 24e étapes,  maillot jaune pendant 17 jours.
- 1980 : Non-partant (13e étape), vainqueur du prologue, des 4e (contre-la-montre) et 5e étapes,  maillot jaune pendant 4 jours.
- 1981 :  Vainqueur du classement général, vainqueur du  classement du combiné, du  prix de la combativité, du prologue, des 6e (contre-la-montre), 14e (contre-la-montre), 18e et 20e (contre-la-montre) étapes,  maillot jaune pendant 20 jours.
- 1982 :  Vainqueur du classement général, vainqueur du  classement du combiné, du prologue et des 14e (contre-la-montre), 19e (contre-la-montre) et 21e étapes,  maillot jaune pendant 12 jours.
- 1984 : 2e du classement général, vainqueur du  prix de la combativité et du prologue,  maillot jaune pendant 1 jour.
- 1985 :  Vainqueur du classement général, vainqueur du prologue, des 3e (contre-la-montre par équipes) et 8e étapes (contre-la-montre),  maillot jaune pendant 16 jours.
- 1986 : 2e du classement général, vainqueur du  classement de la montagne, du  prix de la combativité et des 9e (contre-la-montre), 18e et 20e (contre-la-montre) étapes,  maillot jaune pendant 5 jours.

#### Tour d'Italie
Bernard Hinault s'impose à trois reprises sur le Tour d'Italie en trois participations. Il remporte également six étapes individuelles (+ un contre-la-montre par équipes) et porte le maillot rose pendant 31 jours.
- 1980 :  Vainqueur du classement général, vainqueur du classement du combiné et de la 14e étape,  maillot rose pendant 5 jours.
- 1982 :  Vainqueur du classement général, vainqueur du prologue (contre-la-montre par équipes), des 3e (contre-la-montre), 12e, 18e et 22e (contre-la-montre) étapes,  maillot rose pendant 15 jours.
- 1985 :  Vainqueur du classement général, vainqueur de la 12e étape,  maillot rose pendant 11 jours.

#### Tour d'Espagne
Bernard s'impose à deux reprises sur le Tour d'Espagne en autant de participations. Il remporte également 7 étapes et porte le maillot amarillo pendant 16 jours.
- 1978 :  Vainqueur du classement général, vainqueur du classement des metas volantes, du prologue, des 11eb (contre-la-montre), 12e, 14e et 18e étapes,  maillot amarillo pendant 11 jours.
- 1983 :  Vainqueur du classement général, vainqueur des 15eb (contre-la-montre) et 17e étapes,  maillot amarillo pendant 4 jours.

### Résultats sur les principales classiques et championnats du monde
Bernard Hinault remporte neuf classiques durant sa carrière, un championnat du monde et le Grand Prix des Nations à cinq reprises.
| Année | Milan- San Remo | Gand-Wevelgem | Tour des Flandres | Paris-Roubaix | Amstel Gold Race | Flèche wallonne | Liège- Bastogne-Liège | Grand Prix de Plouay | Paris-Tours | Tour de Lombardie | Championnats du monde | Grand Prix des Nations |
| ----- | --------------- | ------------- | ----------------- | ------------- | ---------------- | --------------- | --------------------- | -------------------- | ----------- | ----------------- | --------------------- | ---------------------- |
| 1975  | 54e             | -             | -                 | -             | -                | -               | -                     | 11e                  | 27e         | -                 | -                     | 6e                     |
| 1976  | -               | -             | -                 | -             | -                | -               | -                     | -                    | 79e         | 17e               | 6e                    | 6e                     |
| 1977  | -               | Vainqueur     | Ab.               | -             | -                | 35e             | Vainqueur             | 6e                   | 47e         | -                 | 8e                    | Vainqueur              |
| 1978  | -               | -             | 11e               | 13e           | -                | -               | -                     | -                    | 27e         | 3e                | 5e                    | Vainqueur              |
| 1979  | 7e              | 8e            | -                 | 11e           | -                | Vainqueur       | 2e                    | -                    | 6e          | Vainqueur         | 21e                   | Vainqueur              |
| 1980  | -               | Ab.           | -                 | 4e            | 5e               | 3e              | Vainqueur             | -                    | -           | -                 | Vainqueur             | -                      |
| 1981  | Ab.             | -             | -                 | Vainqueur     | Vainqueur        | 42e             | 18e                   | -                    | -           | -                 | 3e                    | 4e                     |
| 1982  | -               | -             | -                 | 9e            | -                | 15e             | -                     | -                    | 44e         | -                 | Ab.                   | Vainqueur              |
| 1983  | Ab.             | -             | -                 | Ab.           | -                | Vainqueur       | 32e                   | -                    | -           | -                 | -                     | -                      |
| 1984  | -               | -             | -                 | -             | -                | 19e             | 19e                   | -                    | 28e         | Vainqueur         | Ab.                   | Vainqueur              |
| 1985  | -               | Ab.           | -                 | -             | -                | 23e             | 18e                   | -                    | -           | -                 | Ab.                   | Ab.                    |
| 1986  | Ab.             | -             | -                 | -             | -                | 16e             | Ab.                   | -                    | -           | -                 | 59e                   | -                      |

### Résultats sur les principales courses par étapes
Bernard Hinault a remporté à trois reprises le Critérium du Dauphiné, mais aussi le Tour de Romandie, le Critérium international à deux reprises et les Quatre Jours de Dunkerque.
| Année | Paris- Nice | Tirreno- Adriatico | Critérium international | Tour de Romandie | Quatre Jours de Dunkerque | Critérium du Dauphiné | Tour de Suisse |
| ----- | ----------- | ------------------ | ----------------------- | ---------------- | ------------------------- | --------------------- | -------------- |
| 1975  | 7e          | -                  | 36e                     | -                | Ab.                       | 38e                   | -              |
| 1976  | 12e         | -                  | 22e                     | -                | 10e                       | -                     | -              |
| 1977  | 5e          | -                  | 23e                     | -                | -                         | Vainqueur             | -              |
| 1978  | 2e          | -                  | Vainqueur               | -                | -                         | -                     | 11e            |
| 1979  | 6e          | -                  | 2e                      | -                | -                         | Vainqueur             | -              |
| 1980  | Ab.         | -                  | 7e                      | Vainqueur        | -                         | -                     | -              |
| 1981  | -           | Él.                | Vainqueur               | -                | 17e                       | Vainqueur             | -              |
| 1982  | -           | Ab.                | 8e                      | 4e               | -                         | -                     | -              |
| 1983  | -           | 25e                | 12e                     | -                | -                         | -                     | -              |
| 1984  | 3e          | -                  | 7e                      | -                | Vainqueur                 | 2e                    | -              |
| 1985  | -           | Ab.                | -                       | 16e              | -                         | -                     | -              |
| 1986  | -           | Ab.                | -                       | -                | Ab.                       | -                     | 29e            |

### Distinctions et hommages

Panneau installé en hommage à Bernard Hinault, champion du monde 1980, en bas de la Côte de Domancy où le Breton avait construit sa victoire avec hargne. Cette côte, anciennement dénommée « Route du Chef-Lieu », s’appelle désormais « Route Bernard Hinault ».

Bernard Hinault reçoit la Légion d'honneur des mains du Président de la République François Mitterrand, le 21 janvier 1986, faisant partie de la même promotion qu'Alain Prost, Jacques Laffitte et Jean-Pierre Rives. Le 25 février 2008, il est élevé au rang d'officier par le Président Nicolas Sarkozy. En 1988, dans son numéro de fin d'année, Vélo Magazine sacre le Belge Eddy Merckx coureur du siècle devant Bernard Hinault et Jacques Anquetil. En 2002, Hinault fait partie des coureurs retenus dans le Hall of Fame de l'Union cycliste internationale puis rejoint le Hall of Fame du Tour d'Italie en 2017. De nombreux ouvrages sont consacrés à Bernard Hinault, même une bande dessinée de Greg sortie en 2016, retrace sa carrière cycliste. Hinault a sa statue au Musée Grévin depuis 1980, réalisée par le sculpteur Daniel Druet. Le groupe Red Cardell lui dédie son premier album Rouge en 1993.

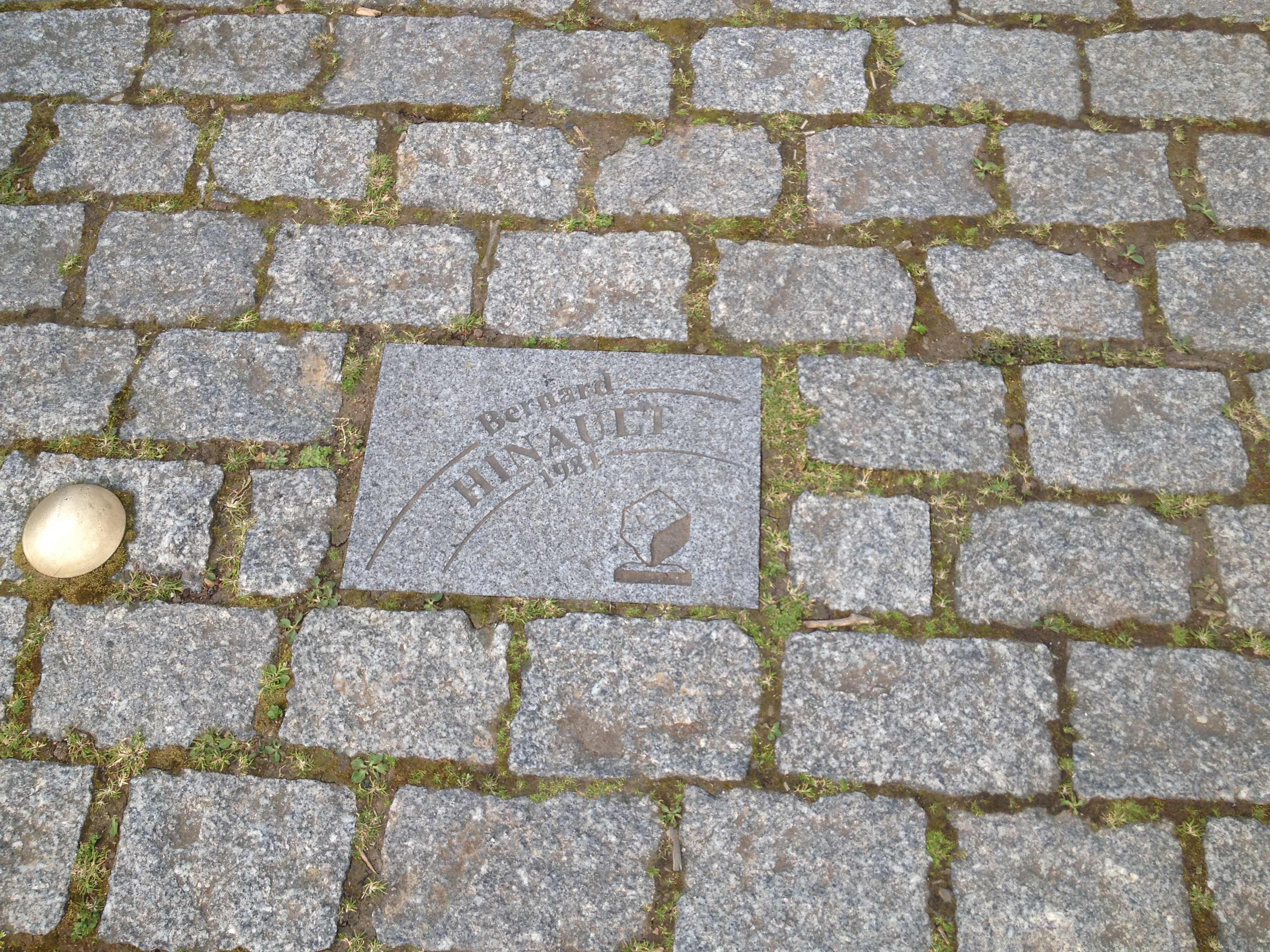
Plaque scellée au sol de l'Espace Charles Crupelandt, secteur pavé de Roubaix, en l’honneur de Bernard Hinault, vainqueur de Paris-Roubaix en 1981.

Panneau en hommage à Bernard Hinault installé à Mûr-de-Bretagne en 2011 pour le passage du Tour de France, au sommet de la côte où a été jugée, quatre ans plus tard, l'arrivée de l'étape du 11 juillet 2015. Cette œuvre de l'artiste loudéacien Jacques Gauvry a été retirée et démontée pour des raisons de sécurité afin d'installer une tribune du Tour de France 2015.

Début juillet 2016, une œuvre d’art célébrant le titre de champion du monde 1980 de Bernard Hinault est installée sur le rond-point de l’entrée de Sallanches. Mesurant cinq mètres de haut et presque autant de large, cette sculpture représente la légende du cyclisme français à l’assaut des côtes alpines. Cette œuvre réalisée par Richard Brouard, un artiste originaire de la Haute-Marne, et financée par Yves Bontaz, un entrepreneur de la vallée de l’Arve, est inaugurée par la ville du Pays du Mont-Blanc le jeudi 21 juillet 2016 à l’occasion du passage du Tour de France en présence du champion breton .
Toujours en 2016, la ville de Carhaix-Plouguer dans le Finistère décide, dans un but de développement artistique, culturel et touristique, de créer un panthéon des Bretons les plus populaires. Pour ce projet, elle passe commande d'une statue représentant les « 4 As bretons du vélo » — Louison Bobet, Bernard Hinault, Lucien Petit-Breton et Jean Robic —, tous les quatre anciens vainqueurs du Tour de France, et cela auprès de la sculptrice Annick Leroy. Cette œuvre artistique est dévoilée le 2 juillet 2018, en présence de Bernard Hinault.
Liste des distinctions de Bernard Hinault dans le cyclisme :
- Super Prestige Pernod : 1979, 1980, 1981, 1982 (2e: 1978, 1984; 3e: 1977)
- Challenge d'Or International : 1981, 1982
- Mendrisio d'or : 1979, 1980
- Timone d'Or : 1980
- Superchallenge "El Ciclista" : 1986
- Challenge "El Ciclista Internacional" : 1985
- Challenge "El Mundo Deportivo" : 1980
- Trophée AIJC : 1985
- Champion des champions français L'Équipe : 1978, 1979, 1980, 1981
- Prestige Pernod : 1976 à 1982, et 1984 (2e: 1983, 1985)
- Challenge Sedis : 1978, 1979, 1980, 1981, 1982
- Challenge d'Or national : 1981, 1982
- Prix Deutsch de la Meurthe : 1980
- Promotion Pernod (-25 ans) : 1975

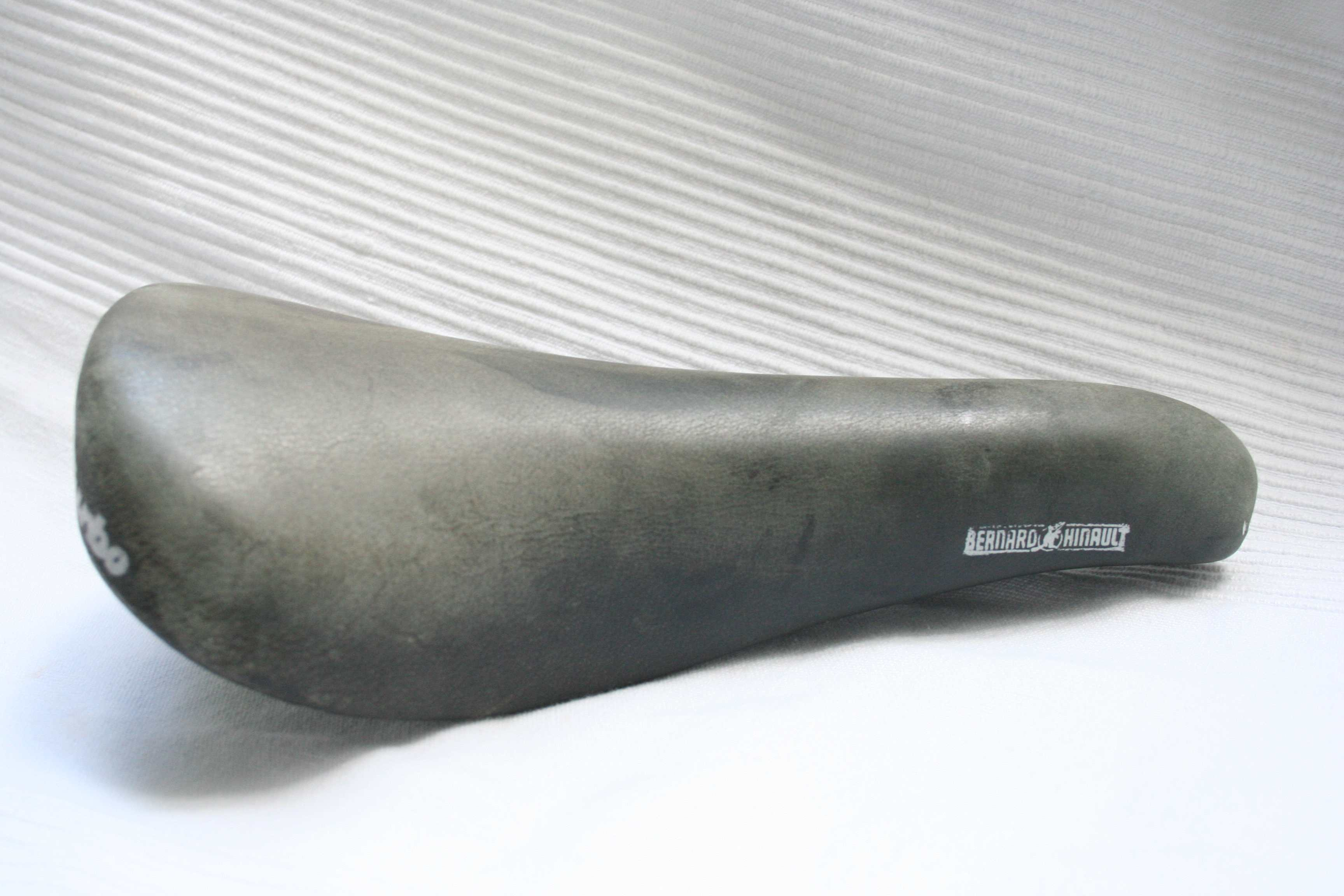
La selle Italia "Turbo" modèle ‘’Bernard Hinault’’ est un des accessoires de cyclisme fabriqués sous licence au milieu des années 1980, avec un blaireau intégré au logo au nom du champion breton.

## Filmographie
- 2013 : La Grande Boucle de Laurent Tuel
- 2014 : Le Quepa sur la vilni ! de Yann Le Quellec
- 2016 : Bernard face à Hinault, de Patrice Roturier, Francis Blanchemanche, webdocumentaire.

## Livres hommage
- Christophe Penot, Le Chant du peintre. Hommage à Bernard Hinault, livre d'artiste réalisé à l'occasion des 50 ans de Bernard Hinault et contenant cinq lithographies originales de Raymond Moretti, tirage à 50 exemplaires numérotés et signés à la main par l'artiste et l'auteur, Cristel Éditeur d'Art, 2004[266].
- Christophe Penot, En attendant Hinault, biographie théâtrale écrite à l'occasion des 60 ans de Bernard Hinault - édition d'art numérotée, Éditions Cristel, 2014, 48 p.

## Bibliographie

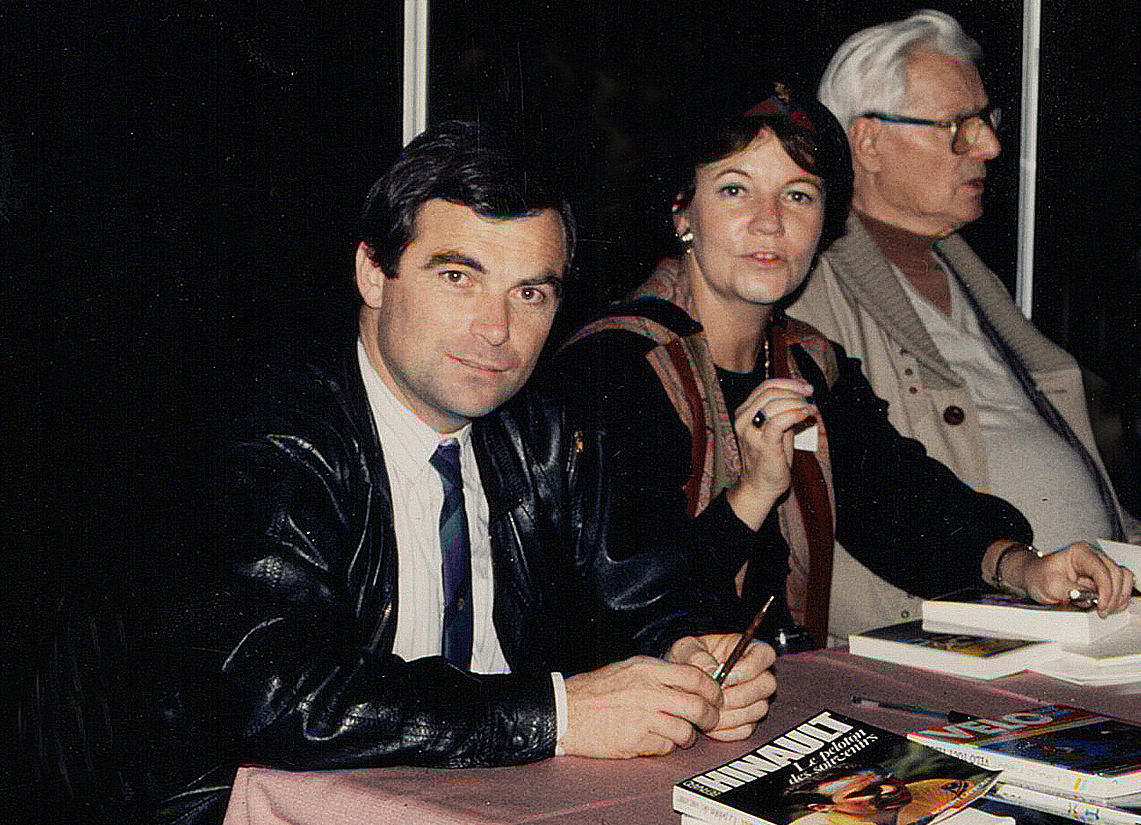
Bernard Hinault en 1993 à Chambéry aux côtés d’Anne-Marie Minvielle et Roger Frison-Roche lors d’une séance de dédicaces de son livre Le peloton des souvenirs.